# Серена Вільямс
Сере́на Джаме́ка Ві́льямс (англ. Serena Jameka Williams; нар. 26 вересня 1981, Сагіно, штат Мічиган) — американська професійна тенісистка, молодша сестра Вінус Вільямс.
Серена Вільямс народилася в Мічигані в сім'ї Річарда Вільямса та Орасіни Прайс і зростала в Каліфорнії та Флориді. Змалку батько готував Серену та її старшу сестру Вінус до кар'єри професійних тенісисток, і зрештою обидві сестри одна за одною стали першими ракетками світу. Серені належать два рекорди, пов'язані з цим званням: між першими двома періодами її перебування на першому рядку рейтингу WTA в одиночному розряді минув найтриваліший проміжок часу, а згодом вона стала найстаршою тенісисткою, що колись очолювала цей рейтинг. Вона була першою ракеткою світу 319 тижнів (третій показник за відкриту еру), а за кількістю тижнів поспіль — 186, з 18 лютого 2013 по 5 вересня 2016, поділяє рекорд зі Штеффі Граф. Серена Вільямс — чотириразова олімпійська чемпіонка: один раз в одиночному (2012) і тричі в парному (2000, 2008, 2012) розрядах, володарка некалендарного Великого шлему в одиночному і парному розрядах, а також єдина серед обох статей володарка кар'єрного «Золотого шлему» (перемоги на всіх чотирьох турнірах Великого шлему і Олімпійських іграх) в одиночному і парному розрядах. Серена перемагала на 39-ти турнірах Великого шлему: 23 рази в одиночному розряді, 14 разів у жіночому парному розряді та 2 рази в змішаному парному розряді. За кількістю титулів на цих турнірах в одиночному розряді вона посідає друге місце в історії жіночого тенісу і поступається лише Маргарет Сміт-Корт (24).
А ще вона п'ятиразова переможниця підсумкового чемпіонату WTA і рекордсменка жіночого професійного туру за сумою призових грошей. За межами корту Вільямс успішно займається бізнесом, заробляючи на рекламних контрактах у середньому 12 мільйонів доларів на рік і володіючи власною фірмою з виробництва спортивного одягу Aneres Designs. Вільямс бере діяльну участь у благодійних проєктах: на її гроші збудовано кілька шкіл в Африці, а в США виплачуються стипендії студентам коледжів.

## Дитинство і родина
Серена Вільямс — друга і молодша спільна дочка Річарда Вільямса та Орасін Прайс. Орасін мала трьох дочок від першого шлюбу — Етунду, Ішу і Ліндрею, дітей від першої дружини, Бетті, мав і Річард, але вони, на відміну від дочок Орасін, з його другою родиною не мешкали. Першою спільною дитиною Річарда й Орасін стала Вінус — у майбутньому, як і Серена, перша ракетка світу, разом з нею неодноразово вигравала турніри Великого шлему й Олімпійські ігри). У ранньому дитинстві Серена переїхала з сім'єю до Комптона, де почала грати в теніс, а в дев'ять років — до Вест-Палм-Біч (Флорида).
За спогадами Серени, сім'я жила в цей час небагато: мати працювала медсестрою, а батько мав власну невелику охоронну фірму (сам Річард Вільямс пише, що охоронний бізнес дозволив йому на початок 80-х років відкласти на банківський рахунок понад 800 тисяч доларів, тож бідною він свою сім'ю вважати не може). Серена, яку в родині звали «Міка» (Meeka — пестливо-зменшувальне ім'я, утворене від її другого імені Jameka), жила з чотирма сестрами в одній кімнаті, де були два двоярусні ліжка. Отож Серені, як наймолодшій з дівчаток, доводилося щоночі спати в ліжку однієї зі старших сестер. Утім, вона розглядала це не як незручність, а як можливість емоційної близькости з сестрами. Втім, за спогадами Серени, до певного віку в неї був менталітет «принцеси» — їй, як наймолодшій, вибачали будь-які витівки й вся родина її всіляко балувала. Сама вона особливо любила найстаршу сестру, Етунду, і Вінус, яка змалку була для неї взірцем для наслідування. Вся родина була досить релігійною: Орасін, Свідок Єгови, прищепила цю віру дочкам, і всі вони тричі на тиждень відвідували місцеві Зали Царства, як в Каліфорнії, так і згодом у Флориді. Серена Вільямс і дотепер залишається вірянкою цього напрямку.
Попри релігійність, Річард і Орасін розлучилися 1999 року (хоча Серена не згадує про це в автобіографії, Джон Дж. Салліван з Нью-Йорк Таймс зазначає, що Річард бив дружину і зламав їй кілька ребер). 2009 року Річард Вільямс почав зустрічатися з Лакейшою Грем, якій тоді було 29 років — лише на рік більше, ніж Вінус, і на два більше, ніж Серені. Згодом він одружився з Лакейшею, і вона народила сина Ділана.

## Спортивна кар'єра

### Початок кар'єри (1985—1998)
Річард Вільямс намагався тренувати всіх своїх дочок. Якщо Етунда виявилася мало придатною для спорту, то Іша мала добрі задатки, реалізувати які завадила хвороба спини, а Ліндрея зуміла пробитися в збірну коледжу. Але головний успіх прийшов до двох молодших дочок Вільямса.
У своїй автобіографії Серена Вільямс наводить сімейну легенду, згідно з якою тенісна кар'єра Вінус та її власна планувалися ще до їх народження. Одного разу Річард Вільямс випадково почув, що переможниця Відкритого чемпіонату Франції Вірджинія Рузіч одержала за перемогу в турнірі сорок тисяч доларів — більше, ніж він заробляв за цілий рік. Тоді він сказав дружині: «Ми маємо народити ще двох дітей і зробити з них тенісних зірок». Відтоді вони з Орасін почали посилено вивчати тенісну техніку, щоб у майбутньому передати ці навички дітям. У березні 1983 року, коли Вінус було менш як три роки, а Серені півтора, Річард перевіз сім'ю з безпечного Лонг-Біча, де щомісяця виплачував понад тисячу доларів іпотеки за величезний будинок, до нетрів Комптона (округ Лос-Анджелес). Однією з причин був факт, що місячна виплата за будинок в Комптоні була майже вдесятеро меншою, а це залишало більше грошей на тренування, але головним чинником було переконання Річарда, що тільки в негритянських гетто виростають справжні бійці, якими він хотів бачити своїх дітей.
Серена почала грати в теніс у три роки, коли її сім'я вже жила в Комптоні, слідом за старшою на 15 місяців Вінус. В автобіографії вона пише, що батько дав їй у руки ракетку стандартних розмірів (на дитячі ракетки грошей не було) і почав накидати їй через сітку м'ячі, поки вона не почала по них влучати. Надалі Серена стала регулярно брати участь у сімейних тренуваннях. Тренування проходили на громадських кортах. Річард Вільямс, який став першим тренером своїх дочок, згадує, що ці корти були в огидному стані — з гнилими й рваними сітками, їх потім замінили на сталеві. Навіть і за такі корти йому довелося витримати бій з місцевими наркоторгівцями, які уподобали цей район для свого бізнесу. Поступово тренування Вінус і Серени ставали інтенсивнішими, поки не стали відбуватися щоденно, зокрема на вихідних, по три-чотири години, а іноді й двічі на день — вранці перед школою, і після школи поки не стемніє.
Річард Вільямс від самого початку прагнув, щоб його дочки навчалися в найкращих майстрів. Серена згадує, що коли їй було сім, батько зумів організувати їм з Вінус персональне тренування з провідними тогочасними афроамериканськими тенісистками — Зіною Гаррісон і Лорі Макніл, а іншим разом записав їх на турнір «Молодість проти досвіду», де Вінус змогла зіграти проти чемпіонки Австралії 1938 року Додо Чені.
Як згадують і сама Серена, і її старша сестра, в дитинстві зовнішня відмінність між ними була разючою. Якщо Вінус «завжди була Вінус» — високою, могутньою, агресивною на корті — то Серена була маленькою і худою, але щосили намагалася не відставати в спортивному розвитку. У вісім років вона самостійно, без відома батька, записалася на участь у дитячому турнірі, в якому брала участь Вінус. У турнірі брали участь дівчатка віком до десяти років, і Серена була чи не наймолодшою серед гравчинь, проте зуміла дійти до фіналу, де розгромно програла Вінус. Хоча, як визнає Серена в автобіографії, на той момент вона об'єктивно грала гірше за сестру, її гіркота від поразки була такою великою, що Вінус запропонувала їй помінятися призами, сказавши, що їй завжди більше подобалося срібло, ніж золото. Вільямс-молодша досі зберігає кубок, який вона виміняла в сестри, на своєму столику біля ліжка. Надалі батько, щоб дочки не перетиналися одна з одною в офіційних змаганнях, записував Вінус у вікову групу до 12 років, а Серену — на одну вікову категорію молодше. Коли Вінус було 10, а Серені 9 років, Річард розіслав листи до провідних тенісних шкіл США, запрошуючи тренерів приїхати й подивитися на його дочок. Єдиним, хто відгукнувся на пропозицію, був Рік Маччі — керівник тенісної академії з Флориди. Гра дівчаток так вразила Маччі, що він погодитися їх навчати безкоштовно, і Вільямси переїхали до Флориди.
1991 року Серена посідала перший рядок у національному рейтингу серед дівчаток віком до 10 років з балансом перемог і поразок 46-3, але після цього в юніорських змаганнях участи не брала аж до початку професійної кар'єри. Річард припинив участь дочок у молодіжних турнірах, бо побоювався, що в них розвинеться зіркова хвороба й водночас не хотів занадто ранньої професіоналізації, через яку дівчатка були б позбавлені звичайного дитинства (він погодив це рішення з Ріком Маччі, у якого тоді займалися Вінус і Серена). Цей же підхід «передусім сім'я» він сповідував і надалі, коли Вінус і Серена перейшли під опіку тренера Дейва Райнеберга, який працював з ними в 1990-х роках: коли Річардові здавалося, що його дочки перевантажують себе, тоді він влаштовував перерву в тренуваннях на день, а то й на тиждень. Зате іншим разом під час тренувань він поводився якнайсуворіше: Райнеберг згадував, що коли Річард виконував функції лайнсмена в тренувальних матчах Серени, він зумисне підсуджував її суперниці, щоб «загартувати» дочку, і часом такі тренування закінчувалися істериками з киданням ракеткою.
Свій перший матч на професійному турнірі Вільямс-молодша провела в 14 років, у листопаді 1995 року у Квебеку. На відміну від Вінус, яка на своєму дебютному турнірі за рік до цього не лише пройшла до другого кола, але й ледь не перемогла в ньому другу ракетку світу Аранчу Санчес-Вікаріо, для Серени перша гра на професійному рівні закінчилася розгромною поразкою, що свідчило про її тодішню неготовність до таких змагань. Однак цей єдиний матч забезпечив їй можливість у наступні два роки й далі виступати в професійних турнірах, адже з 1996 року набули чинности нові вікові обмеження, за якими участь у професійному турі ставала можливою лише з 16 років. Тепер же Серена могла тренуватися далі й чекати на свій час. Після поразки у Квебеку вона не виступала понад рік, продовжуючи посилено тренуватися в Райнеберга, де до них з сестрою долучилася колишня тенісистка з першої десятки рейтингу Кеті Ріналді-Станкел. Нарешті, 1997 року Серена знову почала виступати в професійному WTA-турі, і вже в березні її батько зробив для преси гучну заяву, передбачивши, що вона буде небезпечнішою суперницею для інших тенісисток, ніж її старша сестра, бо вона агресивніша і універсальніша. Серена стала швидко просуватися вгору в тенісній ієрархії. Вже до кінця свого першого сезону вона здолала шлях у рейтингу від 453-го до 99-го місця. На турнірі WTA в Чикаго Серена, яка посідала 304-те місце в рейтингу, вийшла у півфінал після перемог над двома суперницями з першої світової десятки — Марі П'єрс і Монікою Селеш. Ці перемоги зробили її володаркою найнижчого місця в рейтингу в історії, якій вдалося обіграти двох суперниць з Top-10 на одному турнірі (цей рекорд через 12 років побила Кім Клейстерс, яка поверталася в професійний теніс).
На початку 1998 року Серена здобула ще кілька перемог над сильними суперницями, зокрема над однією з провідних тенісисток світу Ліндсі Девенпорт на турнірі в Сіднеї, хоча невдовзі після цього й поступилася старшій сестрі у другому колі свого першого турніру Великого шлему — Відкритого чемпіонату Австралії. Ці результати неабияк підвищили її самооцінку, і вона оголосила, що здатна грати в чоловічому професійному турі й обігравати суперників нижче 200-го номера в рейтингу. Її виклик прийняв 30-річний німецький тенісист Карстен Браш — 226-та ракетка світу. Браш розгромив молодшу Вільямс у товариському односетовому матчі з рахунком 6:1, покурюючи цигарки в перервах між геймами; Дейв Райнеберг згадує, що вранці перед матчем Браш встиг ще зіграти партію в гольф і випити кілька кухлів пива. Розгром не збентежив сестер Вільямс, які залишилися при думці, що їм до снаги змагатися з чоловіками професіоналами. У певному сенсі ця заява виявилася справедливою: упродовж сезону, що залишався, Серена виграла два турніри Великого шлему в змішаному парному розряді — Вімблдонський турнір та Відкритий чемпіонат США, обидва з білоруським спортсменом Максимом Мирним, а інші два турніри Великого шлему в тому сезоні виграли Вінус і Джастін Гімелстоб. У парі з Вінус Серена виборола також перші в кар'єрі титули на турнірах WTA — таким чином вони стали третьою в історії парою сестер, які вигравали турніри на цьому рівні. Хоча успіхи Серени в одиночному розряді не могли зрівнятися з її досягненнями в парах, однак вона встановила новий рекорд, обігравши свою п'яту суперницю з першої десятки рейтингу вже в шістнадцятому матчі на професійному рівні (попередній рекорд належав Ліндсей Девенпорт, якій для цього знадобилося 33 матчі), і в червні увійшла до числа 20 найсильніших тенісисток світу. За підсумками сезону і Жіноча тенісна асоціація, і журнал Tennis, визнали її «новачкою року».

### Перше сходження на вершину (1999—2003)
У першій половині 1999 року 17-річна Серена виграла з Вінус Відкритий чемпіонат Франції в жіночому парному розряді, виборовши вже третій за кар'єру титул на турнірах Великого шлему. У серпні на Відкритому чемпіонаті США вона була посіяна під сьомим номером в одиночному розряді, однак переграла у чвертьфіналі Моніку Селеш, у півфіналі чинну чемпіонку Ліндсей Девенпорт, а у фіналі — Мартіну Хінгіс, яка нещодавно очолила рейтинг WTA, і стала чемпіонкою. Отож, на шляху до перемоги Серена обіграла трьох з чотирьох найсильніших тенісисток світу — за винятком власної старшої сестри Вінус, яка посідала в рейтингу третє місце. Вона стала третьою серед афроамериканських тенісистів, які вигравали турніри Великого шлему в одиночному розряді (після Алтеї Гібсон та Артура Еша). Вінус приєднається до молодшої сестри в цьому списку тільки наступного року на Вімблдонському турнірі. Тріумф на Відкритому чемпіонаті США став не єдиним успіхом Серени в одиночному розряді впродовж року — вона здобула п'ять перемог, зокрема на престижному турнірі в Індіан-Веллс перемогла Штеффі Граф, яка перед тим виграла двадцять фіналів поспіль. На завершення сезону вона виграла Кубок Великого шлему, який розігрувався серед тенісистів, що показали найкращі результати на тогорічних турнірах Великого шлему. У фіналі Серена перемогла Вінус, яка виграла турнір попереднього року. Вона стала останньою володаркою цього трофею серед жінок — наступного року Кубок Великого шлему об'єднали з підсумковими турнірами турів АТР і WTA. До успіхів в одиночному і парному розрядах Серена додала наприкінці сезону ще й командний титул — збірна США за її участи здобула Кубок Федерації, головний командний трофей жіночого тенісу.
2000 року Серена й далі залишалася однією з провідних тенісисток світу: п'ять разів зіграла у фіналах турнірів в одиночному розряді, з яких виграла три. Цього результату вона досягнула попри те, що через травму коліна майже повністю пропустила ґрунтовий сезон, зокрема Відкритий чемпіонат Франції. Опісля вона зазнала травми лівої ступні, яка змусила її здати фінал престижного турніру в Монреалі Мартіні Хінгіс і пропустити Підсумковий чемпіонат WTA наприкінці року. Торішній успіх на Відкритому чемпіонаті США їй повторити не вдалося — найкращим результатом на турнірах Великого шлему в одиночному розряді став вихід у півфінал на Вімблдоні, де вона поступилася Вінус (після цього матчу в пресі почали з'являтися натяки на те, що Річард Вільямм — батько і тренер обох учасниць, заздалегідь визначив його результат). У парі з сестрою Серена перемогла спочатку на Вімблдоні, а потім і на Олімпійських іграх у Сіднеї, однак, попри це, завершила рік лише на 54-му місці в рейтингу в парному розряді (і на шостому — в одиночному).
На початку 2001 року в спортивній кар'єрі сестер Вільямс сталася подія, наслідки якої відчувалися й десять років по тому. На турнірі в Індіан-Веллс Серена, як і за рік до того на Вімблдоні, зустрічалася з Вінус у півфіналі. Незадовго до початку гри Вінус знялася зі змагань, покликаючись на погане самопочуття (за спогадами Серени, її сестра намагалася це зробити протягом усього часу після виснажливого чвертьфіналу проти Олени Дементьєвої, але адміністрація турніру незрозуміло чому до останнього зволікала зі скасуванням, а згодом так і не визнала свою помилку). Глядачі, що зібралися на трибунах в очікуванні «рідкісного видовища», зустріли повідомлення про скасовування матчу свистом і улюлюканням, а через два дні, коли Серена грала у фіналі проти бельгійки Кім Клейстерс, освистували її впродовж усього матчу. Свистом і расистськими репліками зустріли й появу біля корту Вінус і Річарда Вільямса. Тоді батько Серени обернувся до крикунів на трибунах і повторив знаний як «Влада чорним» (Black Power) демонстративний жест Томмі Сміта і Джона Карлоса з Олімпійських ігор 1968 року, здійнявши догори стиснуту в кулак руку. Після турніру він твердив, що один з уболівальників погрожував «здерти з нього шкуру», і називав те, що трапилося «найгіршим проявом расизму відтоді, як вбили Мартіна Лютера Кінга». Після цього інциденту сестри Вільямс відмовилися виступати в Індіан-Веллс, продовжуючи бойкотувати турнір упродовж усієї подальшої кар'єри, попри спроби примирення з боку його директора Чарлі Пасарелла (Серена вперше погодилася взяти участь у ньому лише через 14 років, 2015 року). Інцидент 2001 року залишається плямою на репутації загалом шанованого турніру і є підставою для тверджень про збереження в тенісі расової дискримінації; незгодні з цим поглядом звинувачують Річарда Вільямса в навмисному роздмухуванні расового питання ще в попередні роки з метою виплекати в дочок «відчуття облоги».
З погляду спортивних результатів сезон 2001 року був схожий на попередній — як і 2000 року, Серена закінчила його на шостому місці в рейтингу, вигравши три турніри в одиночному розряді, першим з яких став турнір в Індіан-Веллс, а останнім — Підсумковий турнір WTA. На завершальному змаганні року посіяна сьомою з-поміж 16 учасниць Серена обіграла у чвертьфіналі сіяну четвертою Жустін Енен, а у фіналі повинна була зустрітися з другою ракеткою світу Девенпорт, але та, зазнавши травми коліна, навіть не вийшла на корт. Крім цих перемог, у доробку Серени був також вихід у другий за кар'єру фінал Відкритого чемпіонату США, але там на її шляху, як і за рік до цього на Вімблдоні, знову стала старша сестра. Це був перший фінал турніру такого рівня, розіграний між сестрами, від 1884 року, коли у фіналі Вімблдонського турніру зійшлися Мод Вотсон та її сестра Ліліан. До трьох титулів в одиночному розряді Серена додала один у жіночих парах, вигравши з Вінус Відкритий чемпіонат Австралії. Таким чином, вже до 20 років вона стала володаркою кар'єрного «Золотого шлему» в жіночих парах, вигравши в різні сезони всі чотири турніри Великого шлему (Відкриті чемпіонати Франції та США 1999 року, Вімблдон 2000 і Відкритий чемпіонат Австралії 2001 року), а також Олімпійські ігри.

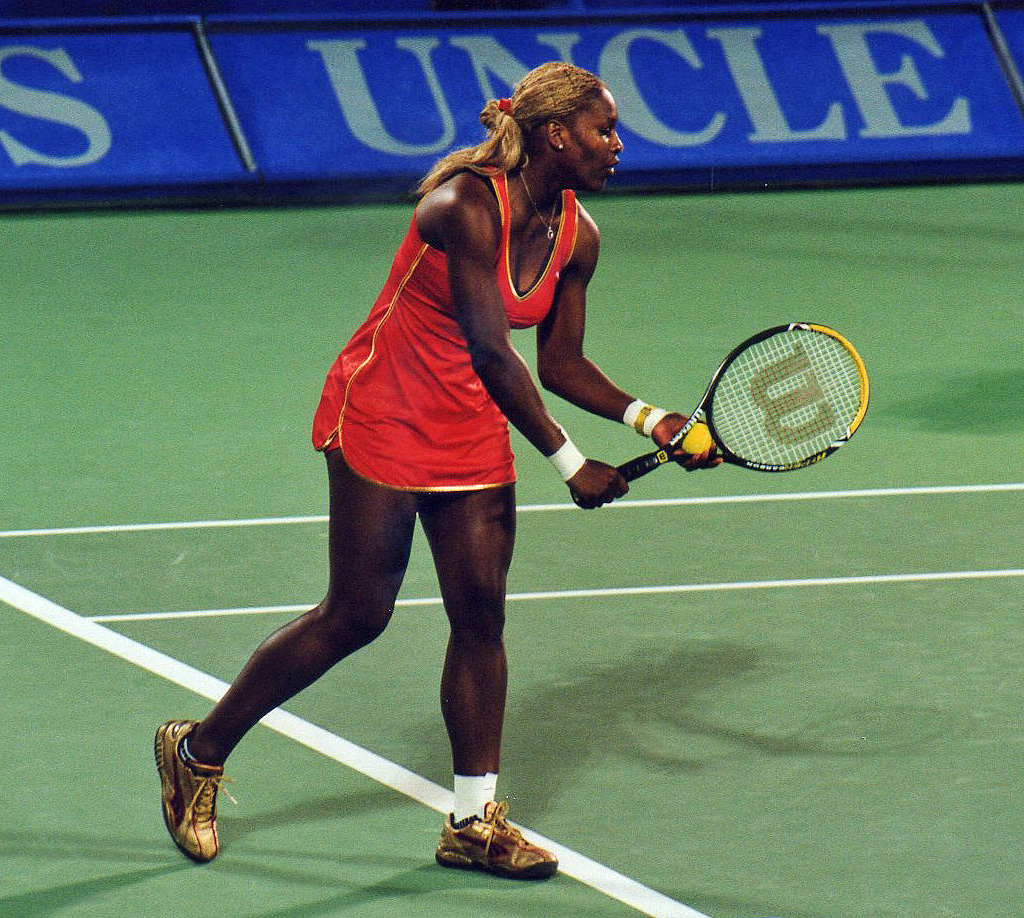
Серена Вільямс на турнірі в Сіднеї, січень 2002 року

Наприкінці 2001 року в житті Серени відбулася ще одна важлива подія — обірвався її роман з професійним футболістом, якого вона в автобіографії називає не інакше, як «Такий-то і такий-то» (англ. So-and-So; як видно з усього, йдеться про гравця «Вашингтон Редскінз» Лавара Аррінґтона). Серена згадує, що одразу після того, як «Такий-то і такий-то» перебув тяжку хворобу, під час якої вона його не полишала, він перестав їй телефонувати та відповідати на її дзвінки. Для закоханої 19-річної дівчини це було важким ударом, але зате після цього в неї прокинулася спортивна злість і бажання показати колишньому коханцеві, як багато він втратив. Хоча 2002 рік Серена розпочала з травми правої щиколотки, що змусила її зійти з дистанції на турнірі в Сіднеї та пропустити Відкритий чемпіонат Австралії, але продовження сезону стало для Вільямс-молодшої тріумфальним. Вона на піку форми підійшла до Відкритого чемпіонату Франції після перемог у трьох турнірах, з яких два — в Маямі й Римі належали до вищої категорії турнірів WTA. У Парижі вона перемогла Вінус у фіналі й 10 червня вони записали на своє ім'я ще одне унікальне досягнення, ставши першими в історії професійних рейтингів сестрами, які посідають одночасно два перші рядки у світовому табелі про ранги. На цей момент Вінус ще очолювала рейтинг, але сестри помінялися місцями після Вімблдонського турніру, де Серена знову виявилася сильнішою у фіналі. Історія повторилася втретє за рік на Відкритому чемпіонаті США, де молодша сестра виступала вже в ранзі першої ракетки світу. Загалом за рік Серена перемогла на восьми турнірах, зокрема на трьох турнірах Великого шлему, і двічі програла у фіналах — зокрема на чемпіонаті WTA, де поступилася Кім Клейстерс. У парному розряді Серена виграла два турніри, зокрема Вімблдон — п'ятий спільний з Вінус турнір Великого шлему.
2003 року Серена продовжила свою переможну серію на турнірах Великого шлему. Вигравши Відкритий чемпіонат Австралії після четвертої поспіль перемоги у фіналі над старшою сестрою (уперше в історії дві тенісистки зійшлися у всіх чотирьох фіналах поспіль), вона долучилася до когорти тенісисток, що одночасно володіли чемпіонськими титулами на всіх чотирьох турнірах Великого шлему. До неї цього успіху досягали Морін Конноллі, Маргарет Корт і Штеффі Граф (вигравали календарний Великий шлем), а також Мартіна Навратілова, яка, подібно до Серени, володіла «некласичним» Великим шлемом. У пресі її успіх називали «Шлемом Серени», але сама вона, пам'ятаючи про причини, називає його в автобіографії «Шлемом Такого-то». Разом з Вінус вона виграла Відкритий чемпіонат Австралії й у парному розряді — їхній шостий спільний титул на турнірах Великого шлему. Надалі Серена виступала не так рівно: вона виграла Вімблдон, але спіткнулася вже у півфіналі Відкритого чемпіонату Франції, а на турнірі в Чарльстоні програла у фіналі Жустін Енен-Арденн. Накопичені травми й втома призвели до того, що 1 серпня Серена лягла на операцію лівого коліна (розрив сухожилля чотириголового м'яза) і пропустила весь залишок сезону, 11 серпня поступившись першою сходинкою в рейтингу Кім Клейстерс. Повернутися на корт до кінця сезону їй завадила ще й трагічна смерть старшої сестри Етунди. Етунда, на відміну від інших членів сім'ї, не переїхала до Флориди, а залишилася жити в Комптоні, де одружилася і народила трьох дітей. 2003 року вона почала зустрічатися з новим чоловіком і в день смерті, невдовзі після півночі, поверталася з ним додому з вечірки. Коханець Етунди встряв у суперечку, яка закінчилася стріляниною; Етунді дісталися кулі, що призначалися її чоловікові. Турботу про дітей Етунди взяла на себе Орасін.

### На других ролях (2004—2007)

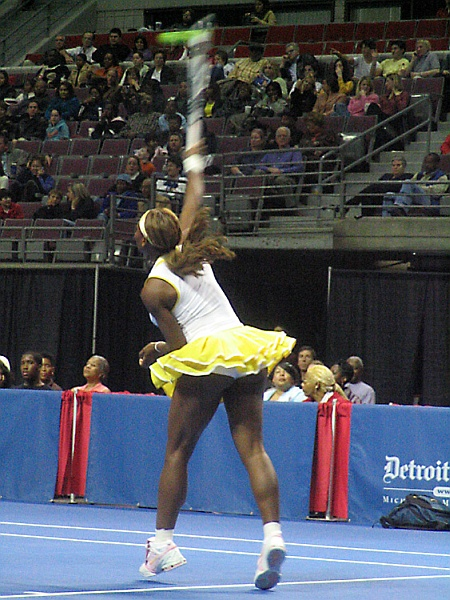
Серена на подачі, листопад 2004 року

З березня 2004 року, коли закінчилася вимушена велика перерва у виступах Серени, пов'язана з відновленням після операції, в її кар'єрі почалася смуга, протягом якої блискучі успіхи чергувалися з провалами та періодами травм. Понад рік пробувши в+ ролі одноосібної лідерки жіночого професійного тенісу, тепер вона мусила постійно боротися за провідні позиції не лише з Вінус, але й з нев'янущими Ліндсей Девенпорт і Дженніфер Капріаті та й молодшими суперницями з Бельгії, Франції й Росії. 2004 і 2007 роки вона закінчила серед десяти найсильніших тенісисток світу, а 2005 рік — на 11-му місці. 2006 рік не вкладається в загальний ряд, оскільки цей сезон Серена пропустила майже повністю, зігравши лише в чотирьох турнірах.
Загалом за чотири роки Вільямс виграла тільки п'ять турнірів в одиночному розряді — щоправда, серед них Відкриті чемпіонати Австралії 2005 та 2007 років, після яких загальна кількість її перемог на турнірах Великого шлему сягнула восьми. На інших престижних турнірах суперницям вдавалося зупинити її на шляху до титулу. 2004 року вона програла у фіналі Вімблдонського турніру Марії Шараповій, а потім наприкінці сезону поступилася їй же у фіналі чемпіонату WTA. На раніших етапах вона програвала Вінус (четверте коло Відкритого чемпіонату США 2005 року), Дженніфер Капріаті, яка поверталася до найкращої форми, (чвертьфінал Відкритого чемпіонату Франції та Відкритого чемпіонату США 2004 року), Амелі Моресмо (четверте коло Відкритого чемпіонату США 2006 року) і Жустін Енен-Арденн (тричі поспіль за 2007 рік у чвертьфіналі Відкритого чемпіонату Франції, Вімблдонського турніру та Відкритого чемпіонату США).
Кілька разів Серені доводилося сходити з дистанції або зніматися з турнірів до їх початку. Причиною ставали, насамперед, різноманітні проблеми зі здоров'ям — переважно з тим самим лівим коліном, через яке вона пропустила більшу частину 2006 року, але також з тріщиною в правій щиколотці, якої зазнала 2005 року, і вивихом великого пальця у 2007 році. Крім того, їй доводилося долати важку психологічну травму, якої завдала всім членам сім'ї загибель Етунди.
Наприкінці 2006 року Серена Вільямс у пошуках свого коріння уперше відвідала Африку, і цей візит додав їй рішучости повернутися у великий теніс. Упродовж 2007 року у фізичній і психологічній формі Серени намітилося явне поліпшення. Сезон вона починала на 95-му місці в рейтингу, сильно погладшавши, і в перші дні Відкритого чемпіонату Австралії журналісти одностайно скидали її з рахунку, однак вона обіграла шість сіяних суперниць на шляху до перемоги в турнірі, яку присвятила пам'яті Етунди. Вільямс посідає четверте місце в списку тенісисток з найнижчим місцем у рейтингу, котрі здобували перемоги на Відкритому чемпіонаті Австралії. Навесні, після чергової двомісячної перерви у виступах, Серена виграла турнір вищої категорії в Маямі, перемігши у фіналі Енен-Арденн, яка потім тричі поспіль зупиняла її у чвертьфіналах турнірів Великого шлему. До кінця року Вільямс повернулася до десятки найсильніших й навіть забезпечила собі після дворічної перерви участь у чемпіонаті WTA. Там, однак, нагадала про себе травма коліна, тож Серені довелося здати матч з Анною Чакветадзе й припинити участь у турнірі.

### Вдруге на піку (2008—2010)
Повернувши віру у власні сили, Серена погодитися на виступ за збірну США в Кубку Гопмана, який вона виборола вже вдруге в кар'єрі (аналогічний титул вона здобула на гребені успіху 2003 року). Відкритий чемпіонат Австралії 2008 року став для неї четвертим поспіль турніром Великого шлему, де вона зупинилася у чвертьфіналі (цього разу її обіграла сербка Єлена Янкович). Також у чвертьфіналі Серена закінчила виступи на Олімпіаді в Пекіні, поступившись Олені Дементьєвій, а на Відкритому чемпіонаті Франції взагалі вибула з боротьби вже в третьому колі, зазнавши поразки від посіяної під 27-м номером Катарини Среботнік. Однак дві перемоги на турнірах WTA в Маямі та Чарльстоні, а потім вихід у фінал на Вімблдоні (де вона програла Вінус) дозволили їй утриматися в першій п'ятірці рейтингу, а потім була перша за майже два сезони перемога в турнірі Великого шлему на Відкритому чемпіонаті США, і 8 вересня відбулося повернення Вільямс-молодшої на перше місце в рейтингу. Відтоді, як 2003 року вона втратила чільний рядок рейтингу, минуло 5 років і один місяць — рекордний розрив між двома каденціями в ранзі першої ракетки світу що серед жінок, що серед чоловіків. Друге перебування на першому місці в рейтингу виявилося нетривалим — лише 4 тижні, — а наприкінці сезону сталася чергова травма, цього разу м'язів живота, що завадила Серені взяти участь у підсумковому чемпіонаті WTA, утім рік вона завершила на другому місці. У парному розряді Серена виборола з Вінус вже сьомий спільний титул на турнірах Великого шлему (цього разу на Вімблдоні) і вдруге перемогла в парному турнірі Олімпійських ігор.

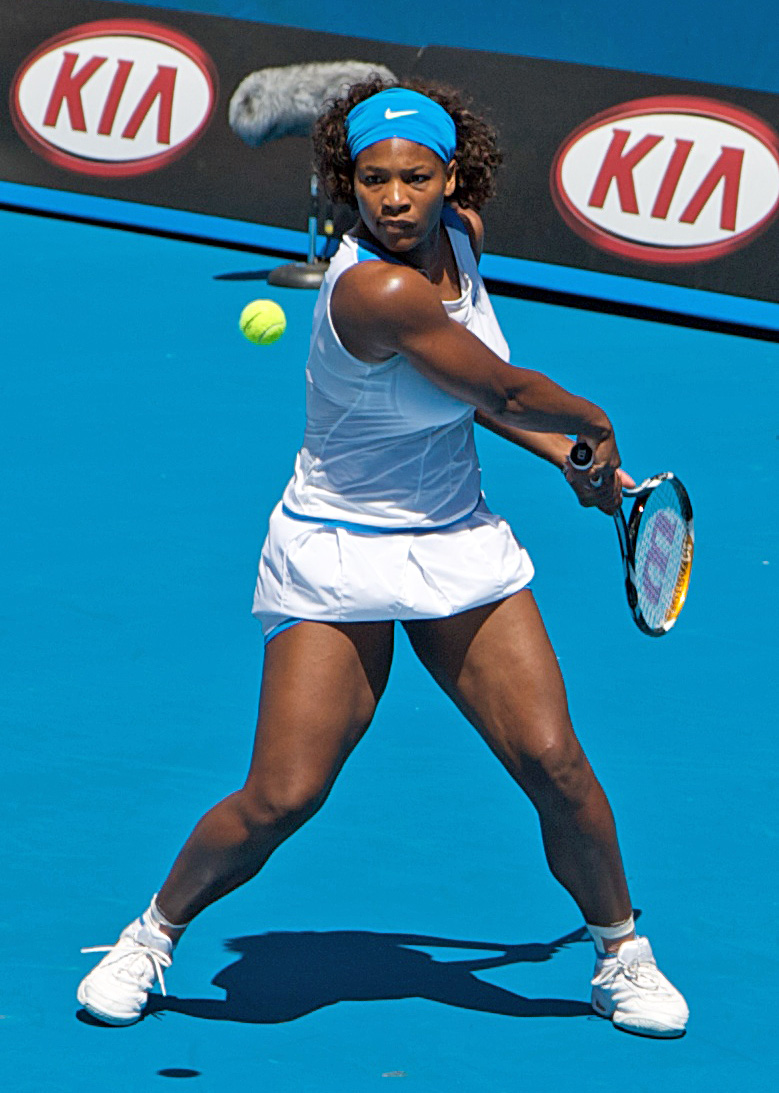
Відкритий чемпіонат Австралії 2009 року: Серена бореться за десятий титул на турнірах Великого шлему

В наступному сезоні Серена виступала в щадному режимі, зігравши лише на 16 турнірах і вигравши тільки три з них в одиночному розряді. Однак це були найпрестижніші турніри: Відкритий чемпіонат Австралії, Вімблдон та чемпіонат WTA. Дві з трьох перемог у фіналах вона здобула над старшою сестрою, з якою також виграла за рік три турніри Великого шлему в парі — Відкриті чемпіонати Австралії і США і Вімблдонський турнір, довівши число спільних титулів на цьому рівні вже до десяти. Під час сезону Вільямс двічі поверталася на перше місце в рейтингу — спочатку після перемоги на Відкритому чемпіонаті Австралії, а опісля наприкінці сезону після перемоги в чемпіонаті WTA. Аж до кінцевого турніру сезону було невідомо, хто завершить рік у ранзі першої ракетки світу — Серена чи Дінара Сафіна, яка програла їй у фіналі Відкритого чемпіонату Австралії, але успішно виступала в менш престижних турнірах, однак після того, як російська тенісистка знялася зі змагання вже на початку свого першого матчу на груповому етапі, американка посіла це місце автоматично. Того року Серена побила рекорд Жустін Енен за сумою призових за рік, заробивши за сезон тільки на корті 6,5 мільйонів доларів. Крім індивідуальних успіхів, вона допомогла збірній США дістатися фіналу Кубка Федерації, проте у вирішальному матчі з італійками участи не взяла — проблеми зі спиною змусили її звести до мінімуму виступи напередодні чемпіонату WTA.

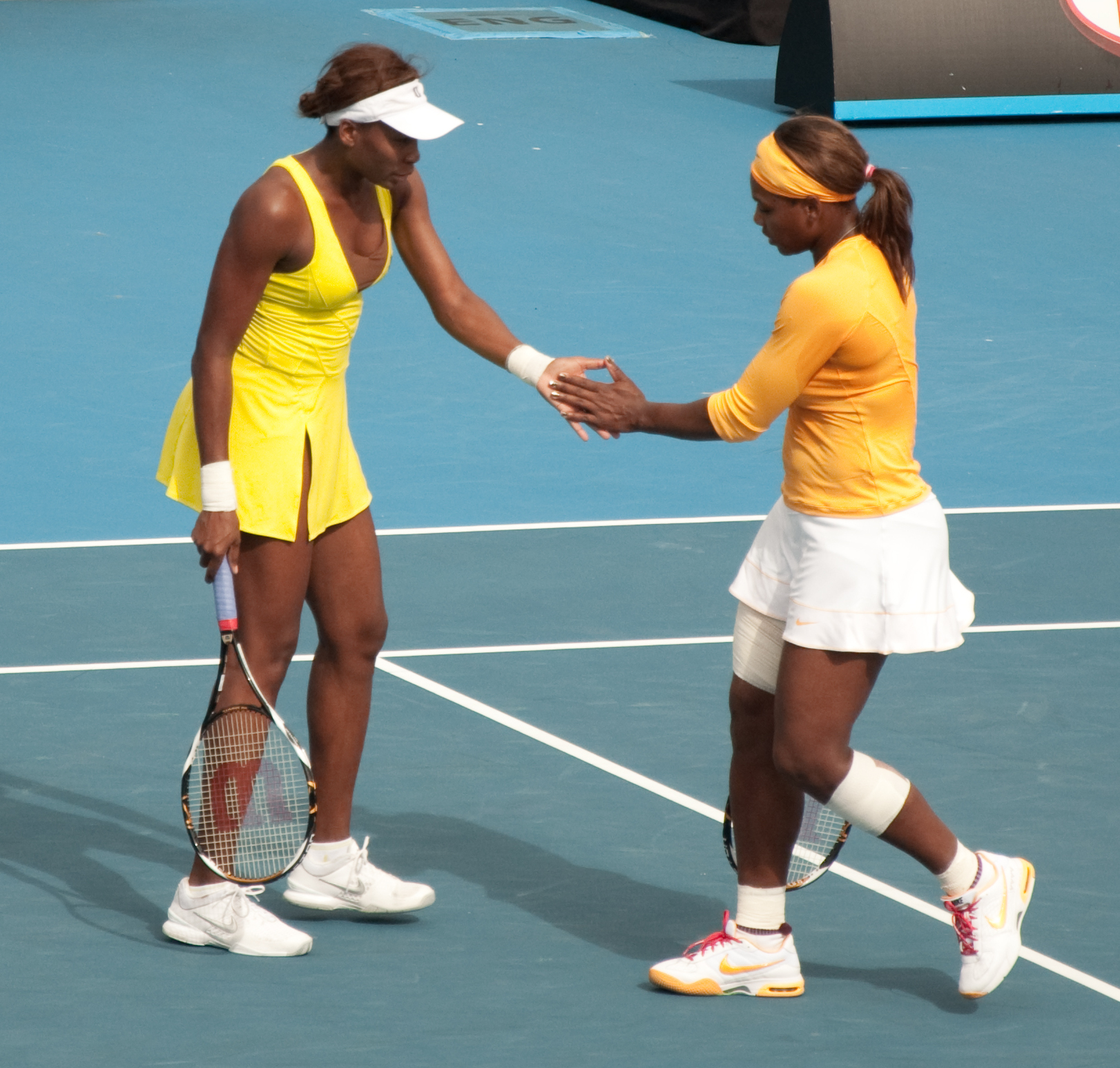
У 2009—2010 роках Серена (праворуч) і Вінус вибороли некласичний Великий шлем у жіночих парах

Успішний рік був, однак, затьмарений скандалом у півфіналі Відкритого чемпіонату США, де Серена грала проти Кім Клійстерс, що повернулася на корт після тривалої перерви. Програючи під час матчу 4-6, 5-6 та 15:30 на своїй подачі, американка не реалізувала першу подачу, а на другий суддя на лінії оголосила, що Серена заступила за межу. Подвійна помилка зробила рахунок зовсім загрозливим для Вільямс — у Клейстерс тепер був подвійний матч-бол. Розлючена Серена накинулася на суддю на лінії з образами й погрозами. У підсумку її оштрафували на одне очко — те єдине очко, якого Клейстерс ще бракувало для перемоги. Так вона вибула з подальшої боротьби. Після цього Міжнародна федерація тенісу (ITF) оштрафувала Вільямс за її поведінку на рекордну суму 82,5 тисячі доларів (попереднього антирекордсмена, Джеффа Таранго, 1995 року оштрафували на 43 756 доларів).
2010 рік, подібно до попереднього, виявився щедрим як на історичні досягнення, так і на травми. Почавши сезон з перемоги на Відкритому чемпіонаті Австралії (де у фіналі їй вдалося обіграти Жустін Енен, яка подібно до Клейстерс повернулася в професійний теніс), Серена потім пропустила три місяці через нові проблеми з лівим коліном. Відновившись під час ґрунтового сезону, Вільямс перемогла на Вімблдонському турнірі, після чого вибула з професійного туру до кінця року, травмувавши тепер вже праву ступню. Попри вкрай невелику кількість зіграних турнірів, їй вдалося зберегти за собою звання першої ракетки світу аж до жовтня — впродовж 49 тижнів. Загальний строк перебування Серени в ранзі лідерки рейтингу становив уже 123 тижні. У парі з Вінус вона перемогла ще на двох турнірах Великого шлему — Відкритих чемпіонатах Австралії та Франції, здобувши третій в історії (після пар Мартіна Навратілова/Пем Шрайвер у 1983—1984 і Наташа Звєрєва/Джиджі Фернандес в 1992—1993 роках) некласичний Великий шлем у жіночому парному розряді. 7 червня вони разом піднялися на перше місце в рейтингу WTA в парному розряді, ставши третьою парою в історії, гравчині якої посіли два перші місця в рейтингу одночасно в одиночному і парному розрядах — раніше такого успіху досягали пари Мартіна Хінгіс/Яна Новотна і Хінгіс/Девенпорт.

### Нове повернення (2011—2015)
Розрив сухожилля, якого спортсменка зазнала в середині 2010 року, виявився лише початком проблем для Серени. Після декількох операцій у неї розвинулася легенева емболія, а потім один з уколів, покликаних запобігти її подальшому розвиткові, обернувся для Вільямс величезною гематомою. Одночасно серйозні проблеми зі здоров'ям почалися й у Вінус, якій діагностували синдром Шегрена — аутоімунне захворювання, що викликає, серед іншого, сильні болі в суглобах. Тривалий час сестри не брали участи в змаганнях — Серені для відновлення знадобився майже рік, і вона повернулася на корт буквально напередодні Вімблдонського турніру 2011 року, дійшовши там лише до четвертого кола. Але розмови про можливе завершення кар'єри виявилися передчасними: влітку Серена виграла на хардових кортах 18 матчів з 19, перемігши на турнірах у Стенфорді та Торонто і діставшись фіналу на Відкритому чемпіонаті США. Попри те, що восени вона за станом здоров'я знялася з двох великих турнірів у Східній Азії, рік Вільямс завершила на підступах до першої десятки рейтингу WTA.

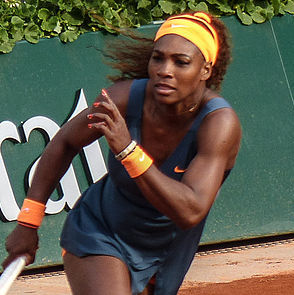
Найстарша перша ракетка світу Серена на Відкритому чемпіонаті Франції 2013 року

2012 року Серена успішно завершила повернення в тенісну еліту, з квітня до кінця сезону програвши лише два матчі з 50 і ставши переможницею семи турнірів в одиночному розряді. Серед виграних турнірів були Вімблдон, Олімпіада в Лондоні, Відкритий чемпіонат США і підсумковий чемпіонат WTA. Перемігши на Олімпійських іграх, Серена завершила завоювання кар'єрного «Золотого шлему» в одиночному розряді, ставши першою людиною в історії тенісу, яка досягла цього успіху в обох розрядах. За рік вона просунулася в рейтингу з 12-го до 3-го місця. В парі з Вінус, яка повернулася до регулярних змагань, вона також виграла свій 13-ий турнір Великого шлему в парному розряді (Вімблдон), а потім третє Олімпійське парне «золото».
2013 рік виявився для Вільямс-молодшої тріумфальним: вона перемогла ще на двох турнірах Великого шлему (у Франції, де обіграла у фіналі Шарапову, і в США, де у вирішальному матчі взяла гору над Вікторією Азаренко), а потім учетверте на підсумковому чемпіонаті WTA (перемігши у фіналі китайську тенісистку Лі На). Загалом же за сезон Серена, яка виявляла неабияку активність і стабільність, виборола рекордні у своїй кар'єрі 11 титулів і програла за весь сезон лише чотири матчі — з них два у фіналах (перед поразкою на Вімблдонському турнірі від Сабіне Лісіцкі Вільямс виграла 34 матчі поспіль). Також стало рекордним її повернення на першу сходинку рейтингу після перерви завдовжки майже 2,5 року — тим самим вона стала найстаршою тенісисткою в історії, яка очолювала рейтинг в одиночному розряді. У день, коли це сталося — 17 лютого — їй було 31 рік і 145 днів; попередня рекордсменка — Кріс Еверт — втратила перше місце в рейтингу незадовго до того, як їй виповнився 31 рік. Ще один рекорд встановлено у фінансовій сфері: за сезон Серена заробила майже 12,5 мільйона доларів призових, перевершивши попередній рекорд на чотири мільйони (за даними WTA, лише 26 тенісисток у світі заробили понад 10 мільйонів за всю кар'єру). По закінченні сезону 2013 року Серена за загальною сумою титулів в одиночному розряді (57) посідала сьоме місце в історії жіночого професійного тенісу; тільки за той рік вона обійшла за кількістю виграних турнірів Моніку Селеш, Ліндсей Девенпорт і Вірджинію Вейд.
2014 рік почався для Вільямс із другої поспіль перемоги на прем'єр-турнірі в Брисбені (на шляху до якої вона обіграла Шарапову й Азаренко, що посідали четверте та друге місця в рейтингу), але надалі тривав куди менш вдало, ніж попередній. В жодному з перших трьох турнірів Великого шлему Серена не зуміла пройти далі четвертого кола (зокрема в другому колі Відкритого чемпіонату Франції зазнала найрозгромнішої поразки за кар'єру на турнірах Великого шлему), а загалом за першу половину сезону виграла лише три турніри — вдвічі менше, ніж за той самий період 2013 року. На Вімблдонському турнірі Серена після довгої перерви знову вийшла на корт у парі зі старшою сестрою, але відмовилася від гри вже у другому колі, програючи Штефані Феґеле і Крістіні Барруа 3:0 у першому сеті. На початку зданої гри Серена припустилася подвійних помилок на всіх своїх чотирьох подачах, і загалом перша ракетка світу виглядала абсолютно нездатною продовжувати гру. Повернення на корт забрало близько півтора місяця, і, враховуючи попередню заяву, зроблену після поразки в першому матчі на турнірі в Чарльстоні (Вільямс сказала журналістам, що вона «мертва»), кореспонденти спортивних видань почали ставити собі запитання, чи готова Серена продовжувати сезон або навіть ігрову кар'єру в цілому. Втім, одразу після повернення, на прем'єр-турнірі в Стенфорді, Вільямс виграла четвертий турнір за сезон — більше на той момент у 2014 році не вигравала жодна тенісистка, а два тижні по тому вперше за кар'єру здобула титул на прем'єр-турнірі в Цинциннаті. Ці дві перемоги й вихід до півфіналу Відкритого чемпіонату Канади, де Серена програла Вінус, принесли їй третю за чотири роки перемогу в US Open Series — циклі турнірів, що передує Відкритому чемпіонатові США. Крім Вільямс, ніхто з чоловіків або жінок не вигравав цей цикл понад два рази. На Відкритому чемпіонаті США Серена знову виглядала найкращою у світі, на шляху до титулу не віддавши суперницям за сім матчів жодного сету і не програвши більш як три гейми за сет. Ця перемога стала її шостою на Відкритих чемпіонатах США і третьою поспіль (перший такий результат відтоді, як Кріс Еверт виграла чотири Відкритих чемпіонати США поспіль з 1975 по 1978 рік). Однак, після Відкритого чемпіонату США у Вільямс знову розпочався спад — вона майже не грала аж до підсумкового турніру року, взявши участь у двох турнірах у Китаї, причому в обох знялася зі змагань через проблеми зі здоров'ям. Водночас Марія Шарапова виграла прем'єр-турнір у Пекіні, піднявшись на другу сходинку в рейтингу й діставши шанс обігнати Вільямс за підсумками сезону за умови, що вона успішно зіграє у чемпіонаті WTA, а Серена — ні. На чемпіонаті WTA, однак, Шарапова вибула з боротьби вже після групового етапу, забезпечивши Вільямс таким чином підсумкове перше місце в рейтингу вчетверте за кар'єру. Серена ж, не без зусиль подолавши груповий етап, де розгромно програла Сімоні Халеп, і півфінал, де ледь не поступилася Каролін Возняцкі, зрештою втретє поспіль виграла підсумковий турнір WTA, взявши у фіналі переконливий реванш у румунської тенісистки.
На початку 2015 року Вільямс виборола на Відкритому чемпіонаті Австралії свій 19-й титул на турнірах Великого шлему в одиночному розряді, перемігши у фіналі Шарапову — 16-та поспіль перемога Серени в їхніх особистих зустрічах. Завдяки цій перемозі вона стала найстаршою переможницею цього турніру в одиночному розряді з початку Відкритої ери, випередивши торішню чемпіонку Лі На. За загальною кількістю титулів в одиночному розряді Вільямс випередила Кріс Еверт і Мартіну Навратілову, зрівнявшись з Гелен Віллз-Муді. Перемога на Відкритому чемпіонаті Франції в червні стала двадцятою для Серени в одиночному розряді на турнірах Великого шлему і дозволила їй вийти на чисте третє місце в історії тенісу; більше перемог в одиночному розряді здобували тільки Маргарет Сміт-Корт (24) і Штеффі Граф (22). Крім того, Вільямс стала першою з 2001 року тенісисткою, яка виграла поспіль перші два турніри Великого шлему в сезоні. Виборовши на Вімблдонському турнірі свій шостий чемпіонський титул, вона вдруге за кар'єру стала володаркою некласичного Великого шлему в одиночному розряді; щоб здобути класичний Великий шлем (всі чотири перемоги в одному сезоні) їй потрібно було перемогти на Відкритому чемпіонаті США, однак, як і минулого разу, похід за п'ятим поспіль титулом завершився в півфіналі: американку зупинила італійка Роберта Вінчі, яка станом на початок того турніру перебувала лише на 43-му рядку рейтингу і до цього в шести зустрічах не зуміла взяти у Вільямс жодного сету.
Після цього Серена до кінця року не взяла участи в жодному турнірі, зокрема пропустила фінальний чемпіонат WTA, завершивши сезон з 53-ма перемогами в 56-ти матчах (ще тричі знявшись зі змагань) і п'ятьма титулами. Відмова від участи у фінальному турнірі WTA була, можливо, пов'язана з проблемами з правим ліктем, але при цьому Вільямс дала попередню згоду на участь у міжсезоння в командних змаганнях Premier International Tennis League. За підсумками сезону Серена вчетверте стала спортсменкою року за версією «Ассошіейтед Прес», а також стала спортсменкою року за версією журналу Sports Illustrated.

### Завершальні роки кар'єри (2016—2017)
Тенденція, що почалася з поразки від Вінчі на Відкритому чемпіонаті США, тривала до початку 2016 року. За перші чотири місяці сезону Вільямс провела лише три турніри, на яких не змогла здобути жодного титулу. На Відкритому чемпіонаті Австралії вона програла у фіналі німкені Анджелік Кербер, в Індіан-Веллсі — також у фіналі Вікторії Азаренко, а в Маямі, вже в четвертому колі — посіяній тільки під 15-м номером Світлані Кузнєцовій. Лише на Відкритому чемпіонаті Італії, який відбувся у травні, їй після дев'ятимісячної перерви вдалося здобути перемогу. Після цього Вільямс дійшла до фіналу на Відкритому чемпіонаті Франції, програвши там четвертій ракетці світу Гарбінє Мугурусі, і нарешті на Вімблдонському турнірі після перемоги у фіналі над Кербер зуміла вибороти свій 22-й титул на турнірах Великого шлему в одиночному розряді. Таким чином вона зрівнялася зі Штеффі Граф за кількістю титулів в одиночному розряді з початку Відкритої ери, поступаючись лише Маргарет Сміт-Корт, яка здобула частину своїх перемог в аматорський період. За весь турнір вона віддала суперницям лише один сет, на тайбрейку в другому колі. Крім того, в парі з Вінус вона здобула свій шостий титул на Вімблдоні в жіночому парному розряді.
Наступним турніром для Серени стали Олімпійські ігри в Ріо-де-Жанейро, де їй не вдалося розвинути успіх і повторити результати, показані на минулих Олімпіадах. В парі з Вінус вона вибула з боротьби вже в першому колі (зазнавши першої спільної поразки на Олімпіадах після 15 перемог поспіль), а в одиночному розряді програла в третьому колі 20-й ракетці світу Еліні Світоліній. Після Олімпіади Вільямс не виступала аж до Відкритого чемпіонату США, і під час прем'єр-турніру в Цинциннаті Кербер, що стрімко прогресувала, вже могла змістити її з першого місця в рейтингу, але програла у фіналі Кароліні Плішковій. Однак через два тижні на Відкритому чемпіонаті США Плішкова обіграла в півфіналі вже саму Вільямс, забезпечивши Кербер вихід на перше місце в рейтингу після закінчення цього турніру. До цього моменту Серена перебувала на першій сходинці рейтингу WTA 186 тижнів без перерви — рекордний показник, який вона поділила зі Штеффі Граф. Відкритий чемпіонат США став для Вільямс останнім турніром у сезоні — в жовтні вона оголосила, що через травму плеча знімається, як і рік тому, з підсумкового турніру сезону, таким чином, відмовившись від спроби повернути собі першу позицію в рейтингу до кінця року. Цей рік став вже третім поспіль, у якому Серена провела менше матчів, ніж у попередньому (82 гри 2013 року, 60 2014-го, 56 2015-го і лише 44 2016-го). Крім втрати лідерства в рейтингу, рік для Вільямс був затьмарений галасом у вересні навколо оприлюдненої хакерською групою Fancy Bear інформації про те, що Всесвітнє антидопінгове агентство протягом декількох років дозволяло їй та її сестрі вживати лікарські препарати, зазвичай заборонені до застосування спортсменами. Для Серени в цей список входили оксикодон, гідроморфон, преднізолон і метилпреднізолон. Чиновники антидопінгових відомств і тенісних організацій, проте, відкинули звинувачення в нечесній грі, заявивши, що всі ці препарати застосовували в медичних цілях і їх вживання зумовлене травмами м'яких тканин; крім того, частина дозволів припадала на час перерв у виступах спортсменки.
Попри невдалу кінцівку 2016 року, на Відкритому чемпіонаті Австралії 2017 року Вільямс розглядали як основну фаворитку. Вона виправдала очікування, не віддавши суперницям упродовж турніру жодного сету, зокрема й у фіналі, де вперше з 2009 року її суперницею на цьому рівні стала старша сестра. Серена і Вінус встановили новий рекорд фіналів турнірів Великого шлему за сумарним віком учасниць — майже 72 роки (попередній рекорд — 66 років — встановили були на Відкритому чемпіонаті США 2015 року Флавія Пеннетта і Роберта Вінчі). Цей титул став для Серени двадцять третім на турнірах Великого шлему в одиночному розряді, вона випередила за цим показником Граф і відстає тільки від Сміт-Корт, а за кількістю перемог на Відкритому чемпіонаті Австралії (7) вона встановила рекорд Відкритої ери серед обох статей. Завдяки невдалому виступові Кербер, яка програла Коко Вандевей вже в четвертому колі, Вільямс після 20-тижневої перерви вчергове повернулася на першу сходинку рейтингу. Після цього, однак, вона не виступала через травму лівого коліна, через кілька тижнів знову поступившись лідерством в рейтингу, а у квітні з'явилося повідомлення, що Вільямс на 20-му тижні вагітности й не повернеться на корт до 2018 року. У серпні В одному з інтерв'ю вона повідомила, що планує взяти участь у Відкритому чемпіонаті Австралії через 3 місяці після запланованих пологів.

## Повернення 2018
Повернення Серени Вільямс після народження дочки відбулось у парному матчі Кубка Федерації проти збірної Нідерландів. Разом з сестрою Вінус вона виграла його з рахунком 6-2, 6-3. Завдяки цьому, рахунок у матчі став 3-1 і збірна США вийшла до півфіналу.

## Досягнення та статистика
- У доробку Серени Вільямс понад 70 перемог у турнірах Великого шлему і WTA. Вільямс — переможниця 39 турнірів Великого шлему (23 — одиночний розряд, 14 — парний розряд, 2 — змішаний парний розряд), а також підсумкового чемпіонату WTA 2001, 2009, 2012, 2013 і 2014 років і Кубка Великого шлему 1999 року.
- У 2002—2003 роках Серена Вільямс виграла некласичний «Великий шлем» — послідовно всі 4 турніру Великого шлему (але не в один календарний рік) в одиночному розряді, у 2008—2009 роках повторила цей результат у парному розряді з Вінус Вільямс, а у 2014—2015 роках виборола свій другий некласичний одиночний «Великий шлем».
- Вільямс — чемпіонка Олімпійських ігор 2012 року в жіночому одиночному розряді та триразова олімпійська чемпіонка в парному розряді (2000, 2008 і 2012) — всі три рази в парі зі старшою сестрою. Серена Вільямс — єдина в історії як серед жінок, так і серед чоловіків володарка кар'єрного «Золотого шлему» (перемоги на всіх чотирьох турнірах Великого шлему і на Олімпійських іграх) в одиночному і парному розрядах[96].
- Після перемоги на відкритому чемпіонаті США 2008 року Серена знову очолила світовий рейтинг через понад п'ять років (останнього разу була першою в серпні 2003 року). 2014 року, вчергове повернувшись на перше місце в рейтингу в 31 рік і 145 днів, вона стала найстаршою тенісисткою, яка очолювала рейтинг WTA в одиночному розряді. Після перемоги на Вімблдонському турнірі 2015 року Вільямс вперше в історії рейтингу WTA створила розрив за очками більш ніж удвічі між першою і другою ракетками світу — у неї на той момент було 13 161 рейтингове очко проти 6490 у Марії Шарапової, яка посідала другу сходинку[97]. Вона ділить зі Штеффі Граф перше місце за кількістю тижнів, проведених поспіль в ранзі першої ракетки рейтингу WTA (186).
- Вільямс — володарка Кубка Федерації 1999 року в складі збірної США і дворазова володарка Кубка Гопмана (2003 — з Джеймсом Блейком, 2008 — з Марді Фішем)[98].

## Стиль гри та фізичні дані

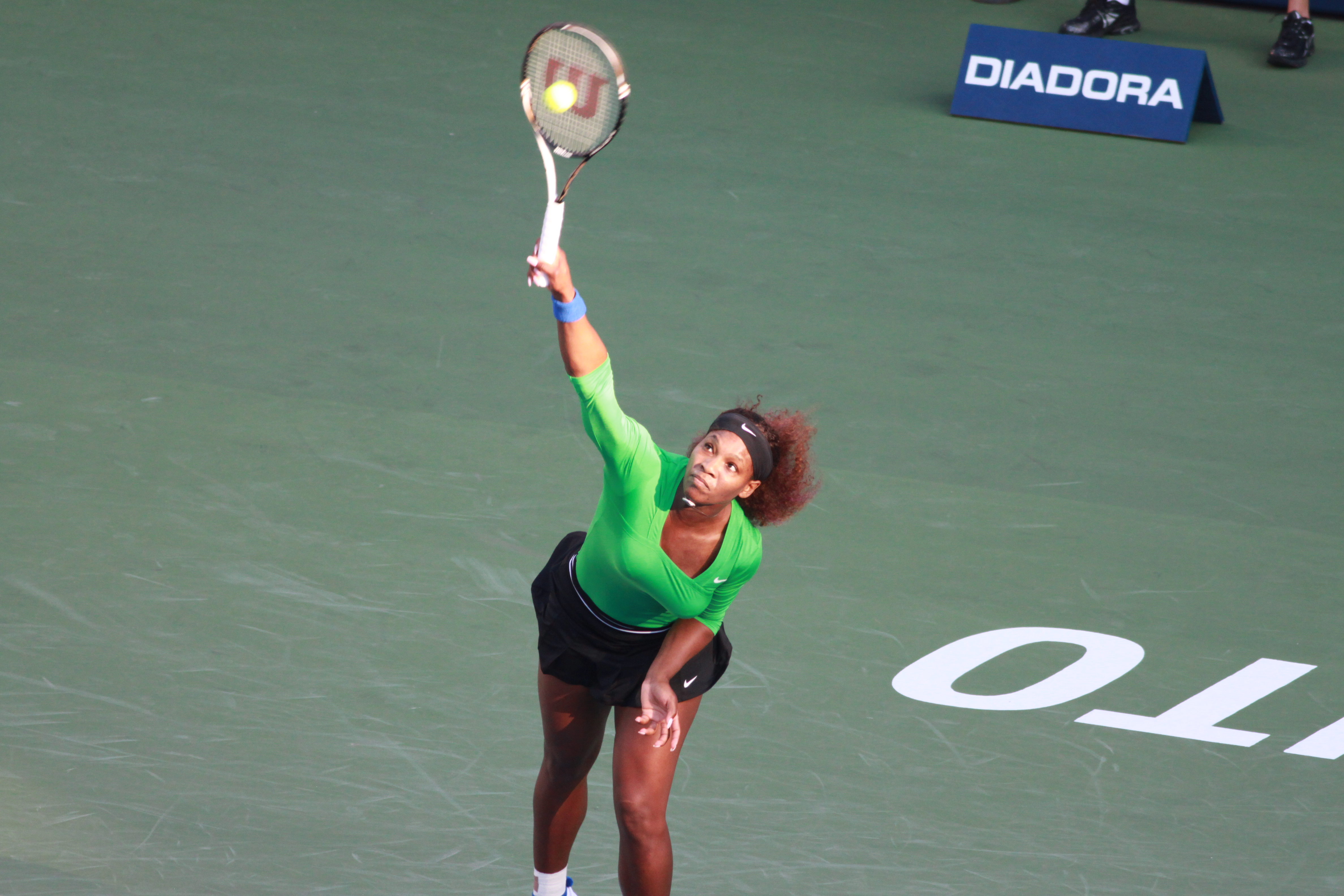
Серена Вільямс на подачі, Відкритий чемпіонат Канади 2011 року

Як і старша сестра, Серена Вільямс сповідує силовий стиль, який характеризується впевненою грою на задній лінії та потужними подачами. Протягом Вімблдонського турніру 2012 року вона двічі покращувала рекорд за кількістю подач навиліт у жіночих тенісних матчах, у третьому колі зробивши 23 таких подачі, а в півфіналі — 24; загалом за турнір вона подала навиліт 102 м'ячі, що також стало рекордом. На Відкритому чемпіонаті Австралії 2013 року Серена двічі подавала м'яч зі швидкістю 207 км/год, що на той момент було другим показником за історію жіночого тенісу, який поступався лише подачі Вінус, яка 2007 року відправила м'яч на половину суперниці зі швидкістю 207,6 км/год. Згодом рекорд Вінус поліпшила Сабіне Лісіцкі, швидкість подачі якої 2014 року становила 210,8 км/год. Гру молодшої Вільямс вирізняє також висока психологічна стійкість — на шляху до здобуття титулу на турнірах Великого шлему вона тричі відігравала матч-боли (у півфіналі Відкритого чемпіонату Австралії 2003 року проти Клейстерс, у півфіналі Відкритого чемпіонату Австралії 2005 року проти Шарапової та в півфіналі Вімблдону 2009 року проти Дементьєвої). Цей результат поки нікому не вдалося перевершити. У фінальних матчах турнірів Великого шлему вона також має один з найвищих відсотків перемог в історії. Таку результативність у фіналах також пов'язують з безкомпромісністю Серени на корті. Постійна суперниця Вільямс, Марія Шарапова, в інтерв'ю 2013 року назвала Серену «борцем», пояснивши: «Все одно, який рахунок, вона хоче виграти кожен гейм і кожне очко, неважливо, програє вона на своїй подачі чи виграє на чужій».
Сама Серена Вільямс пов'язує свою манеру гри зі специфікою навчання тенісу в дитинстві. В автобіографії вона приділяє увагу тому фактові, що від самого початку грала дорослою ракеткою, навіть коли та була розміром з неї, і пише, що ця гра величезною, не на зріст, ракеткою наклала відбиток на її стиль. А ще вона пише про те, що «розумна», як її називають коментатори, гра виробилася у неї за роки, коли вона була маленькою для свого віку дівчинкою: якщо Вінус від самого початку вирізнялася високим зростом, потужним ударом і агресивною манерою гри, то для маленької Серени єдиним порятунком до віку 15-16 років були свічки, точні удари та затяжна гра на задній лінії, яка виснажувала суперниць. Умінню точно «покласти» м'яч у намічене місце сприяло й те, що на початку навчання батько наполягав на тому, щоб Вінус і Серена повністю зосередилися на відпрацюванні ударів, а їхні тренування практично повністю складалися з такого відпрацювання, на відміну від старших сестер, з якими батьки також займалися тактикою.
Усміхнена і привітна у повсякденному житті, на корті Серена зазвичай стає зосередженою і похмурою, але рідко злиться прилюдно. Після найвідомішого такого випадку, коли 2009 року Серена образила суддю на лінії, їй довелося постати перед конгрегацією свідків Єгови, які висловили їй догану. Зі слів Серени, її саму в цьому епізоді також найбільше турбує той факт, що в непривабливому світлі могла постати її релігія.
На відміну від багатьох інших провідних тенісисток, які вирізняються якщо не крихкою, то худорлявою статурою (її суперниця в боротьбі за перше місце в рейтингу Жустін Енен важила тільки 56 кілограмів), для фігури Серени характерні набагато більші габарити й округлості. Ця обставина змушує журналістів періодично починати сумніватися в тому, що вона перебуває в оптимальній фізичній формі. Саму Вільямс це дратує — з її слів, люди просто відмовляються розуміти, що можна одночасно мати пишні форми та бути спортивною. На думку ж Седріка Браянта, віцепрезидента по науці Американської ради з фізичної культури (англ. American council of Exercise), Серена має класичну мезоморфну статуру, а її велика постать з м'язистими сідницями та стегнами ідеально підходить для тенісу; зі слів Браянта, для провідних атлетів індекс маси тіла взагалі не є добрим показником фізичного здоров'я, оскільки не розрізняє жирову і м'язову масу.

## За межами корту
Крім тенісу, Вільямс займається випуском спортивного одягу (марка Aneres Designs). Вона також співпрацює з фірмами Nike і HSN, розробивши для останньої лінійку сумок і біжутерії Serena Williams Signature Statement. Значну частину доходів, що перевищують турнірні призові, Серена одержує від рекламних контрактів з фірмами спортивного одягу та інвентарю, серед яких у різний час були Puma, Reebok і Nike. Вже в 16 років вона уклала свій перший контракт з компанією Puma. Це відбулося до того, як Puma запустила у виробництво власну лінійку тенісного одягу, тож на перших порах Вільямс підбирали форму індивідуально, пізніше навіть залучаючи її саму до розробки дизайну. На різних етапах кар'єри Вільямс неодноразово привертала увагу не тільки своєю грою, але й одягом на корті. Журнал Shape виокремлює три найпам'ятніші вбрання Вільямс: чорний лайкровий кетсьют — комбінезон від фірми Puma, який підкреслював її фігуру на Відкритому чемпіонаті США 2002 року, джинсову спідницю від Nike і рожевий костюм-боді, який вона продемонструвала 2011 року.
Рекламні контракти Вільямс, зі слів одного з її біографів Джона Саллівана, на деякий час (до появи в тенісі Марії Шарапової) зробили її найбагатшою спортсменкою світу. Хоча це звання вона втратила (за даними Forbes, до початку 2020-х Вільямс заробляла на рекламних контрактах приблизно 12 мільйонів на рік, тоді як Шарапова — 23, більше, ніж Рафаель Надаль), Вільямс залишається рекордсменкою жіночого професійного тенісу за сумою призових, за цим показником до середини 2014 року випереджаючи Шарапову майже вдвічі. Крім фірм спортивного одягу, Вільямс уклала контракти з виробниками спортивного інвентарю Wilson, тонізувальних напоїв Gatorade і лаку для нігтів OPI. Капітал Вільямс інвестовано також у команду НФЛ «Маямі Долфінс» і фірму-виробника засобів від безсоння Sleep Sheets. 2017 року Вільямс увійшла до ради директорів компанії інтернет-опитувань SurveyMonkey, а потім очолила міжнародну групу радників компанії цифрових технологій Oath — дочірньої компанії Verizon. Вільямс знялася в американській фантастичній комедії «Пікселі» в камео.
Життя Серени Вільямс складається не лише з тенісу. «Хотіла б я бути такою, як Мартіна Навратілова, — каже вона про колишню першу ракетку світу, яка не полишала корт і в 50 років. — Але я не така. Мені потрібні інші речі в житті. Я потребую рівноваги». Пошуки рівноваги передбачають не лише модельний бізнес, а й прості розваги, зокрема відвідування кінотеатрів і перегляд телепередач (за власними словами, вона прихильниця шоу «Топмодель по-американськи»). За ініціативи старшої сестри, яка навчалася в Інституті мистецтв Форт-Лодердейл, Вільямс також почала відвідувати курси в цьому коледжі. Основною спеціальністю вона, як і Вінус, вибрала дизайн модного одягу і, з її слів, багато чому навчилася, але, на відміну від сестри, яка успішно закінчила інститут 2007 року, офіційно ступеню не отримала. Саме на роки навчання в Інституті мистецтв припадають перші ідеї, які Вільмс втілила в продукції Aneres. З 2011 року Вільямс — студентка Массачусетського університету в Емгерсті, де навчалась в рамках програми «Університет без стін».
Серена Вільямс активно займається благодійністю. Серед її проєктів дві середніх школи в Кенії (перша відкрилася 2008 року, друга — 2010-го), а також школа в Сенегалі, відкриття якої вона спонсорувала після своєї першої благодійної поїздки до Африки наприкінці 2006 року; в США Вільямс виплачує стипендії студенткам коледжів. Зокрема, стипендію імені Етунди Прайс, що йде на навчання медсестер, оплачує благодійний Фонд Серени Вільямс, до якого йдуть доходи від розробленої спільно з компанією Mission Skin Care гігієнічної губної помади. Цей фонд також спонсорує будівництво шкіл, зокрема на Ямайці.

### Приватне життя
Вільямс тривалий час не одружувалась, хоча мала стосунки з чоловіками. Світська хроніка, зокрема, пов'язувала її з болгарським тенісистом Григором Димитровим, який потім зустрічався з Марією Шараповою. Це стало причиною напружености між Вільямс, яка заявила, що Шарапова зв'язалася з чоловіком з чорним серцем", і Марією, яка звинуватила Вільямс у розлученні її тренера Патріка Муратоглу, з яким Вільямс мала стосунки. Серед визнаних і можливих партнерів Вільямс були кінорежисер Бретт Ретнер, гравці «Тампа-Бей Баккенірс» Кішон Джонсон і «Вашингтон Редскінз» Лавар Аррінгтон, репери Коммон і Дрейк, утім 2012 року Вільямс оголосила, що більше ні з ким не зустрічається.
29 грудня 2016 року часопис New York Times повідомив, що Вільямс заручилася зі своїм бойфрендом, співзасновником мережі Reddit Алексисом Оганяном (Alexis Ohanian). 19 квітня 2017 35-річна Вільямс повідомила світові масмедіа через свого речника про те, що вона на 20-му тижні вагітности. Журналісти підрахували, що Вільямс виграла свій останній «Гранд Слем», а саме Australian Open 28 січня 2017, коли була на другому місяці вагітности.
1 вересня 2017 року Вільямс народила дочку — Алексіс Олімпію Оганян. 16 листопада 2017 року, у Новому Орлеані, після двох років стосунків, Вільямс одружилася з Оганяном.

## Статистика за кар'єру

### Часова шкала результатів на турнірах Великого шлему
| W | Ф | ПФ | ЧФ | #Р | КТ | К# | DNQ | A | NH |

Актуально станом на завершення Відкритого чемпіонату США 2022.
| Турнір                                 | 1998 | 1999 | 2000 | 2001 | 2002 | 2003 | 2004 | 2005 | 2006 | 2007 | 2008 | 2009 | 2010 | 2011 | 2012 | 2013 | 2014 | 2015 | 2016 | 2017 | 2018 | 2019 | 2020 | 2021 | 2022 | SR      | В–П    | % перемог |
| -------------------------------------- | ---- | ---- | ---- | ---- | ---- | ---- | ---- | ---- | ---- | ---- | ---- | ---- | ---- | ---- | ---- | ---- | ---- | ---- | ---- | ---- | ---- | ---- | ---- | ---- | ---- | ------- | ------ | --------- |
| Відкритий чемпіонат Австралії з тенісу | 2Р   | 3Р   | 4Р   | ЧФ   | A    | W    | A    | W    | 3Р   | W    | ЧФ   | W    | W    | A    | 4Р   | ЧФ   | 4Р   | W    | Ф    | W    | A    | ЧФ   | 3Р   | ПФ   | A    | 7 / 20  | 92–13  | 88%       |
| Відкритий чемпіонат Франції з тенісу   | 4Р   | 3Р   | A    | ЧФ   | W    | ПФ   | ЧФ   | A    | A    | ЧФ   | 3Р   | ЧФ   | ЧФ   | A    | 1Р   | W    | 2Р   | W    | Ф    | A    | 4Р   | 3Р   | 2Р   | 4Р   | A    | 3 / 19  | 69–14  | 83%       |
| Вімблдонський турнір                   | 3Р   | A    | ПФ   | ЧФ   | W    | W    | Ф    | 3Р   | A    | ЧФ   | Ф    | W    | W    | 4Р   | W    | 4Р   | 3Р   | W    | W    | A    | Ф    | Ф    | NH   | 1Р   | 1Р   | 7 / 21  | 98–14  | 88%       |
| Відкритий чемпіонат США                | 3Р   | W    | ЧФ   | Ф    | W    | A    | ЧФ   | 4Р   | 4Р   | ЧФ   | W    | ПФ   | A    | Ф    | W    | W    | W    | ПФ   | ПФ   | A    | Ф    | Ф    | ПФ   | A    | 3Р   | 6 / 21  | 108–15 | 88%       |
| Виграші–програші                       | 8–4  | 11–2 | 12–3 | 18–4 | 21–0 | 19–1 | 14–3 | 12–2 | 5–2  | 19–3 | 19–3 | 23–2 | 18–1 | 9–2  | 17–2 | 21–2 | 13–3 | 26–1 | 24–3 | 7–0  | 15–2 | 18–4 | 8–2  | 8–3  | 2–2  | 23 / 81 | 367–56 | 87%       |

Нотатка: На Відкритому чемпіонаті Франції 2018 Вільямс знялася перед своїм матчем четвертого раунду, а на Відкритому чемпіонаті Франції 2020 — перед своїм матчем другого раунду, тож обидва ці результати не зараховано як поразки.

### Фінали турнірів Великого шлему

#### Одиночний розряд: 33 (23–10)
| Результат | Рік  | Турнір                            | Покриття | Суперниця          | Рахунок            |
| --------- | ---- | --------------------------------- | -------- | ------------------ | ------------------ |
| Перемога  | 1999 | Відкритий чемпіонат США           | Тверде   | Мартіна Хінгіс     | 6–3, 7–6(7–4)      |
| Поразка   | 2001 | Відкритий чемпіонат США           | Тверде   | Вінус Вільямс      | 2–6, 4–6           |
| Перемога  | 2002 | Відкритий чемпіонат Франції       | Ґрунт    | Вінус Вільямс      | 7–5, 6–3           |
| Перемога  | 2002 | Вімблдонський турнір              | Трава    | Вінус Вільямс      | 7–6(7–4), 6–3      |
| Перемога  | 2002 | Відкритий чемпіонат США (2)       | Тверде   | Вінус Вільямс      | 6–4, 6–3           |
| Перемога  | 2003 | Відкритий чемпіонат Австралії     | Тверде   | Вінус Вільямс      | 7–6(7–4), 3–6, 6–4 |
| Перемога  | 2003 | Вімблдонський турнір (2)          | Трава    | Вінус Вільямс      | 4–6, 6–4, 6–2      |
| Поразка   | 2004 | Вімблдонський турнір              | Трава    | Марія Шарапова     | 1–6, 4–6           |
| Перемога  | 2005 | Відкритий чемпіонат Австралії (2) | Тверде   | Ліндсі Девенпорт   | 2–6, 6–3, 6–0      |
| Перемога  | 2007 | Відкритий чемпіонат Австралії (3) | Тверде   | Марія Шарапова     | 6–1, 6–2           |
| Поразка   | 2008 | Вімблдонський турнір              | Трава    | Вінус Вільямс      | 5–7, 4–6           |
| Перемога  | 2008 | Відкритий чемпіонат США (3)       | Тверде   | Єлена Янкович      | 6–4, 7–5           |
| Перемога  | 2009 | Відкритий чемпіонат Австралії (4) | Тверде   | Дінара Сафіна      | 6–0, 6–3           |
| Перемога  | 2009 | Вімблдонський турнір (3)          | Трава    | Вінус Вільямс      | 7–6(7–3), 6–2      |
| Перемога  | 2010 | Відкритий чемпіонат Австралії (5) | Тверде   | Жустін Енен        | 6–4, 3–6, 6–2      |
| Перемога  | 2010 | Вімблдонський турнір (4)          | Трава    | Віра Звонарьова    | 6–3, 6–2           |
| Поразка   | 2011 | Відкритий чемпіонат США           | Тверде   | Саманта Стосур     | 2–6, 3–6           |
| Перемога  | 2012 | Вімблдонський турнір (5)          | Трава    | Агнешка Радванська | 6–1, 5–7, 6–2      |
| Перемога  | 2012 | Відкритий чемпіонат США (4)       | Тверде   | Вікторія Азаренко  | 6–2, 2–6, 7–5      |
| Перемога  | 2013 | Відкритий чемпіонат Франції (2)   | Ґрунт    | Марія Шарапова     | 6–4, 6–4           |
| Перемога  | 2013 | Відкритий чемпіонат США (5)       | Тверде   | Вікторія Азаренко  | 7–5, 6–7(6–8), 6–1 |
| Перемога  | 2014 | Відкритий чемпіонат США (6)       | Тверде   | Каролін Возняцкі   | 6–3, 6–3           |
| Перемога  | 2015 | Відкритий чемпіонат Австралії (6) | Тверде   | Марія Шарапова     | 6–3, 7–6(7–5)      |
| Перемога  | 2015 | Відкритий чемпіонат Франції (3)   | Ґрунт    | Луціє Шафарова     | 6–3, 6–7(2–7), 6–2 |
| Перемога  | 2015 | Вімблдонський турнір (6)          | Трава    | Гарбінє Мугуруса   | 6–4, 6–4           |
| Поразка   | 2016 | Відкритий чемпіонат Австралії     | Тверде   | Анджелік Кербер    | 4–6, 6–3, 4–6      |
| Поразка   | 2016 | Відкритий чемпіонат Франції       | Ґрунт    | Гарбінє Мугуруса   | 5–7, 4–6           |
| Перемога  | 2016 | Вімблдонський турнір (7)          | Трава    | Анджелік Кербер    | 7–5, 6–3           |
| Перемога  | 2017 | Відкритий чемпіонат Австралії (7) | Тверде   | Вінус Вільямс      | 6–4, 6–4           |
| Поразка   | 2018 | Вімблдонський турнір              | Трава    | Анджелік Кербер    | 3–6, 3–6           |
| Поразка   | 2018 | Відкритий чемпіонат США           | Тверде   | Наомі Осака        | 2–6, 4–6           |
| Поразка   | 2019 | Вімблдонський турнір              | Трава    | Сімона Халеп       | 2–6, 2–6           |
| Поразка   | 2019 | Відкритий чемпіонат США           | Тверде   | Б'янка Андреєску   | 3–6, 5–7           |

#### Жінки, парний розряд: 14 (14–0)
| Результат | Рік  | Турнір                            | Покриття | Партнерка     | Суперниці                                 | Рахунок            |
| --------- | ---- | --------------------------------- | -------- | ------------- | ----------------------------------------- | ------------------ |
| Перемога  | 1999 | Відкритий чемпіонат Франції       | Ґрунт    | Вінус Вільямс | Мартіна Хінгіс Анна Курникова             | 6–3, 6–7(2–7), 8–6 |
| Перемога  | 1999 | Відкритий чемпіонат США           | Тверде   | Вінус Вільямс | Чанда Рубін Сандрін Тестю                 | 4–6, 6–1, 6–4      |
| Перемога  | 2000 | Вімблдонський турнір              | Трава    | Вінус Вільямс | Жулі Алар-Декюжі Суґіяма Ай               | 6–3, 6–2           |
| Перемога  | 2001 | Відкритий чемпіонат Австралії     | Тверде   | Вінус Вільямс | Ліндсі Девенпорт Коріна Мораріу           | 6–2, 2–6, 6–4      |
| Перемога  | 2002 | Вімблдонський турнір (2)          | Трава    | Вінус Вільямс | Вірхінія Руано Паскуаль Паола Суарес      | 6–2, 7–5           |
| Перемога  | 2003 | Відкритий чемпіонат Австралії (2) | Тверде   | Вінус Вільямс | Вірхінія Руано Паскуаль Паола Суарес      | 4–6, 6–4, 6–3      |
| Перемога  | 2008 | Вімблдонський турнір (3)          | Трава    | Вінус Вільямс | Ліза Реймонд Саманта Стосур               | 6–2, 6–2           |
| Перемога  | 2009 | Відкритий чемпіонат Австралії (3) | Тверде   | Вінус Вільямс | Даніела Гантухова Суґіяма Ай              | 6–3, 6–3           |
| Перемога  | 2009 | Вімблдонський турнір (4)          | Трава    | Вінус Вільямс | Саманта Стосур Ренне Стаббс               | 7–6(7–4), 6–4      |
| Перемога  | 2009 | Відкритий чемпіонат США (2)       | Тверде   | Вінус Вільямс | Кара Блек Лізель Губер                    | 6–2, 6–2           |
| Перемога  | 2010 | Відкритий чемпіонат Австралії (4) | Тверде   | Вінус Вільямс | Кара Блек Лізель Губер                    | 6–4, 6–3           |
| Перемога  | 2010 | Відкритий чемпіонат Франції (2)   | Ґрунт    | Вінус Вільямс | Квета Пешке Катарина Среботнік            | 6–2, 6–3           |
| Перемога  | 2012 | Вімблдонський турнір (5)          | Трава    | Вінус Вільямс | Андреа Сестіні Главачкова Луціє Градецька | 7–5, 6–4           |
| Перемога  | 2016 | Вімблдонський турнір (6)          | Трава    | Вінус Вільямс | Тімеа Бабош Ярослава Шведова              | 6–3, 6–4           |

#### Змішаний парний розряд: 4 (2–2)
| Результат | Рік  | Турнір                        | Покриття | Партнерка     | Суперниці                          | Рахунок            |
| --------- | ---- | ----------------------------- | -------- | ------------- | ---------------------------------- | ------------------ |
| Поразка   | 1998 | Відкритий чемпіонат Франції   | Ґрунт    | Луїс Лобо     | Джастін Гімелстоб Вінус Вільямс    | 4–6, 4–6           |
| Перемога  | 1998 | Вімблдонський турнір          | Трава    | Максим Мирний | Магеш Бгупаті Мір'яна Лучич-Бароні | 6–4, 6–4           |
| Перемога  | 1998 | Відкритий чемпіонат США       | Тверде   | Макс Мирний   | Патрік Гелбрайт Ліза Реймонд       | 6–2, 6–2           |
| Поразка   | 1999 | Відкритий чемпіонат Австралії | Тверде   | Макс Мирний   | Девід Адамс Маріан де Свардт       | 4–6, 6–4, 6–7(5–7) |

## Фінали турнірів WTA

### Одиночний розряд: 98 (73 титули, 25 поразок)
| Легенда (до/після 2009, до/після 2021)                    |
| --------------------------------------------------------- |
| Турніри Великого шолома (23–10)                           |
| WTA Tour Фінали (5–2)                                     |
| Олімпійські Ігри (1–0)                                    |
| Grand Slam Cup (1–0)                                      |
| Tier I / Premier Mandatory & Premier 5 / WTA 1000 (23–10) |
| Tier II / Premier / WTA 500 (18–3)                        |
| Tier III, IV & V / International / WTA 250 (2–0)          |

| Фінали за покриттям |
| ------------------- |
| Тверде (47–17)      |
| Трава (8–4)         |
| Ґрунт (13–3)        |
| Килим (5–1)         |

| Фінали за типом корту  |
| ---------------------- |
| Відкритий корт (64–21) |
| Закритий корт (9–4)    |

| Результат | В-П   | Дата     | Турнір                                                   | Категорія     | Покриття      | Опонент                | Рахунок            |
| --------- | ----- | -------- | -------------------------------------------------------- | ------------- | ------------- | ---------------------- | ------------------ |
| Перемога  | 1–0   | Лют 1999 | Open GDF Suez, Франція                                   | Tier II       | Килим (i)     | Амелі Моресмо          | 6–2, 3–6, 7–6(7–4) |
| Перемога  | 2–0   | Бер 1999 | Indian Wells Open, США                                   | Tier I        | Тверде        | Штеффі Граф            | 6–3, 3–6, 7–5      |
| Поразка   | 2–1   | Бер 1999 | Відкритий чемпіонат Маямі з тенісу, США                  | Tier I        | Тверде        | Вінус Вільямс          | 1–6, 6–4, 4–6      |
| Перемога  | 3–1   | Сер 1999 | LA Women's Tennis Championships, США                     | Tier II       | Тверде        | Жулі Алар-Декюжі       | 6–1, 6–4           |
| Перемога  | 4–1   | Вер 1999 | Відкритий чемпіонат США з тенісу, США                    | Grand Slam    | Тверде        | Мартіна Хінгіс         | 6–3, 7–6(7–4)      |
| Перемога  | 5–1   | Жов 1999 | Кубок Великого шлему, Німеччина                          | GS Cup        | Тверде (i)    | Вінус Вільямс          | 6–1, 3–6, 6–3      |
| Поразка   | 5–2   | Лют 2000 | Open GDF Suez, Франція                                   | Tier II       | Килим (i)     | Наталі Тозья           | 5–7, 2–6           |
| Перемога  | 6–2   | Лют 2000 | Faber Grand Prix, Німеччина                              | Tier II       | Килим (i)     | Деніса Хладкова        | 6–1, 6–1           |
| Перемога  | 7–2   | Сер 2000 | LA Championships, США (2)                                | Tier II       | Тверде        | Ліндсі Девенпорт       | 4–6, 6–4, 7–6(7–1) |
| Поразка   | 7–3   | Сер 2000 | Мастерс Канада, Канада                                   | Tier I        | Тверде        | Мартіна Хінгіс         | 6–0, 3–6, 0–3 ret. |
| Перемога  | 8–3   | Жов 2000 | Toyota Princess Cup, Японія                              | Tier II       | Тверде        | Жулі Алар-Декюжі       | 7–5, 6–1           |
| Перемога  | 9–3   | Бер 2001 | Indian Wells Open, США (2)                               | Tier I        | Тверде        | Кім Клейстерс          | 4–6, 6–4, 6–2      |
| Перемога  | 10–3  | Сер 2001 | Canadian Open, Канада                                    | Tier I        | Тверде        | Дженніфер Капріаті     | 6–1, 6–7(7–9), 6–3 |
| Поразка   | 10–4  | Вер 2001 | US Open, США                                             | Grand Slam    | Тверде        | Вінус Вільямс          | 2–6, 4–6           |
| Перемога  | 11–4  | Лис 2001 | Фінал WTA, Німеччина                                     | Tour Фінали   | Килим (i)     | Ліндсі Девенпорт       | Walkover           |
| Перемога  | 12–4  | Бер 2002 | State Farm Classic, США                                  | Tier II       | Тверде        | Дженніфер Капріаті     | 6–2, 4–6, 6–4      |
| Перемога  | 13–4  | Кві 2002 | Miami Open, США                                          | Tier I        | Тверде        | Дженніфер Капріаті     | 7–5, 7–6(7–4)      |
| Поразка   | 13–5  | Тра 2002 | German Open, Німеччина                                   | Tier I        | Ґрунт         | Жустін Енен            | 2–6, 6–1, 6–7(5–7) |
| Перемога  | 14–5  | Тра 2002 | Мастерс Рим, Італія                                      | Tier I        | Ґрунт         | Жустін Енен            | 7–6(8–6), 6–4      |
| Перемога  | 15–5  | Чер 2002 | Відкритий чемпіонат Франції з тенісу, Франція            | Grand Slam    | Ґрунт         | Вінус Вільямс          | 7–5, 6–3           |
| Перемога  | 16–5  | Лип 2002 | Вімблдонський турнір, Велика Британія                    | Grand Slam    | Трава         | Вінус Вільямс          | 7–6(7–4), 6–3      |
| Перемога  | 17–5  | Вер 2002 | US Open, США (2)                                         | Grand Slam    | Тверде        | Вінус Вільямс          | 6–4, 6–3           |
| Перемога  | 18–5  | Вер 2002 | Toyota Princess Cup, Японія (2)                          | Tier II       | Тверде        | Кім Клейстерс          | 2–6, 6–3, 6–3      |
| Перемога  | 19–5  | Вер 2002 | Sparkassen Cup, Німеччина                                | Tier II       | Килим (i)     | Анастасія Мискіна      | 6–3, 6–2           |
| Поразка   | 19–6  | Лис 2002 | WTA Фінали, США                                          | Tour Фінали   | Тверде (i)    | Кім Клейстерс          | 5–7, 3–6           |
| Перемога  | 20–6  | Січ 2003 | Відкритий чемпіонат Австралії з тенісу, Австралія        | Grand Slam    | Тверде        | Вінус Вільямс          | 7–6(7–4), 3–6, 6–4 |
| Перемога  | 21–6  | Лют 2003 | Open GDF Suez, Франція (2)                               | Tier II       | Тверде (i)    | Амелі Моресмо          | 6–3, 6–2           |
| Перемога  | 22–6  | Бер 2003 | Miami Open, США (2)                                      | Tier I        | Тверде        | Дженніфер Капріаті     | 4–6, 6–4, 6–1      |
| Поразка   | 22–7  | Кві 2003 | Charleston Open, США                                     | Tier I        | Ґрунт (green) | Жустін Енен            | 3–6, 4–6           |
| Перемога  | 23–7  | Лип 2003 | Wimbledon, Велика Британія (2)                           | Grand Slam    | Трава         | Вінус Вільямс          | 4–6, 6–4, 6–2      |
| Перемога  | 24–7  | Кві 2004 | Miami Open, США (3)                                      | Tier I        | Тверде        | Олена Дементьєва       | 6–1, 6–1           |
| Поразка   | 24–8  | Чер 2004 | Wimbledon, Велика Британія                               | Grand Slam    | Трава         | Марія Шарапова         | 1–6, 4–6           |
| Поразка   | 24–9  | Лип 2004 | LA Championships, США                                    | Tier II       | Тверде        | Ліндсі Девенпорт       | 1–6, 3–6           |
| Перемога  | 25–9  | Вер 2004 | China Open, КНР                                          | Tier II       | Тверде        | Світлана Кузнецова     | 4–6, 7–5, 6–4      |
| Поразка   | 25–10 | Лис 2004 | WTA Фінали, США                                          | Tour Фінали   | Тверде (i)    | Марія Шарапова         | 6–4, 2–6, 4–6      |
| Перемога  | 26–10 | Січ 2005 | Australian Open, Австралія (2)                           | Grand Slam    | Тверде        | Ліндсі Девенпорт       | 2–6, 6–3, 6–0      |
| Перемога  | 27–10 | Січ 2007 | Australian Open, Австралія (3)                           | Grand Slam    | Тверде        | Марія Шарапова         | 6–1, 6–2           |
| Перемога  | 28–10 | Бер 2007 | Miami Open, США (4)                                      | Tier I        | Тверде        | Жустін Енен            | 0–6, 7–5, 6–3      |
| Поразка   | 28–11 | Жов 2007 | Кубок Кремля, Росія                                      | Tier I        | Тверде (i)    | Олена Дементьєва       | 7–5, 1–6, 1–6      |
| Перемога  | 29–11 | Бер 2008 | Bangalore Open, Індія                                    | Tier II       | Тверде        | Патті Шнідер           | 7–5, 6–3           |
| Перемога  | 30–11 | Кві 2008 | Miami Open, США (5)                                      | Tier I        | Тверде        | Єлена Янкович          | 6–1, 5–7, 6–3      |
| Перемога  | 31–11 | Кві 2008 | Charleston Open, США                                     | Tier I        | Ґрунт (green) | Віра Звонарьова        | 6–4, 3–6, 6–3      |
| Поразка   | 31–12 | Лип 2008 | Wimbledon, Велика Британія                               | Grand Slam    | Трава         | Вінус Вільямс          | 5–7, 4–6           |
| Перемога  | 32–12 | Вер 2008 | US Open, США (3)                                         | Grand Slam    | Тверде        | Єлена Янкович          | 6–4, 7–5           |
| Перемога  | 33–12 | Січ 2009 | Australian Open, Австралія (4)                           | Grand Slam    | Тверде        | Дінара Сафіна          | 6–0, 6–3           |
| Поразка   | 33–13 | Кві 2009 | Miami Open, США                                          | Premier M     | Тверде        | Вікторія Азаренко      | 3–6, 1–6           |
| Перемога  | 34–13 | Лип 2009 | Wimbledon, Велика Британія (3)                           | Grand Slam    | Трава         | Вінус Вільямс          | 7–6(7–3), 6–2      |
| Перемога  | 35–13 | Лис 2009 | WTA Фінали, Катар (2)                                    | Tour Фінали   | Тверде        | Вінус Вільямс          | 6–2, 7–6(7–4)      |
| Поразка   | 35–14 | Січ 2010 | Sydney International, Австралія                          | Premier       | Тверде        | Олена Дементьєва       | 3–6, 2–6           |
| Перемога  | 36–14 | Січ 2010 | Australian Open, Австралія (5)                           | Grand Slam    | Тверде        | Жустін Енен            | 6–4, 3–6, 6–2      |
| Перемога  | 37–14 | Лип 2010 | Wimbledon, Велика Британія (4)                           | Grand Slam    | Трава         | Віра Звонарьова        | 6–3, 6–2           |
| Перемога  | 38–14 | Лип 2011 | Silicon Valley Classic, США                              | Premier       | Тверде        | Маріон Бартолі         | 7–5, 6–1           |
| Перемога  | 39–14 | Сер 2011 | Canadian Open, Канада (2)                                | Premier 5     | Тверде        | Саманта Стосур         | 6–4, 6–2           |
| Поразка   | 39–15 | Вер 2011 | US Open, США                                             | Grand Slam    | Тверде        | Саманта Стосур         | 2–6, 3–6           |
| Перемога  | 40–15 | Кві 2012 | Charleston Open, США (2)                                 | Premier       | Ґрунт (green) | Луціє Шафарова         | 6–0, 6–1           |
| Перемога  | 41–15 | Тра 2012 | Мастерс Мадрид, Іспанія                                  | Premier M     | Ґрунт (blue)  | Вікторія Азаренко      | 6–1, 6–3           |
| Перемога  | 42–15 | Лип 2012 | Wimbledon, Велика Британія (5)                           | Grand Slam    | Трава         | Агнешка Радванська     | 6–1, 5–7, 6–2      |
| Перемога  | 43–15 | Лип 2012 | Stanford Classic, США (2)                                | Premier       | Тверде        | Коко Вандевей          | 7–5, 6–3           |
| Перемога  | 44–15 | Сер 2012 | Теніс на літніх Олімпійських іграх 2012, Велика Британія | Olympics      | Трава         | Марія Шарапова         | 6–0, 6–1           |
| Перемога  | 45–15 | Вер 2012 | US Open, США (4)                                         | Grand Slam    | Тверде        | Вікторія Азаренко      | 6–2, 2–6, 7–5      |
| Перемога  | 46–15 | Жов 2012 | WTA Фінали, Туреччина (3)                                | Tour Фінали   | Тверде (i)    | Марія Шарапова         | 6–4, 6–3           |
| Перемога  | 47–15 | Січ 2013 | Brisbane International, Австралія                        | Premier       | Тверде        | Анастасія Павлюченкова | 6–2, 6–1           |
| Поразка   | 47–16 | Лют 2013 | Qatar Ladies Open, Катар                                 | Premier 5     | Тверде        | Вікторія Азаренко      | 6–7(6–8), 6–2, 3–6 |
| Перемога  | 48–16 | Бер 2013 | Miami Open, США (6)                                      | Premier M     | Тверде        | Марія Шарапова         | 4–6, 6–3, 6–0      |
| Перемога  | 49–16 | Кві 2013 | Charleston Open, США (3)                                 | Premier       | Ґрунт (green) | Єлена Янкович          | 3–6, 6–0, 6–2      |
| Перемога  | 50–16 | Тра 2013 | Madrid Open, Іспанія (2)                                 | Premier M     | Ґрунт         | Марія Шарапова         | 6–1, 6–4           |
| Перемога  | 51–16 | Тра 2013 | Italian Open, Італія (2)                                 | Premier 5     | Ґрунт         | Вікторія Азаренко      | 6–1, 6–3           |
| Перемога  | 52–16 | Чер 2013 | French Open, Франція (2)                                 | Grand Slam    | Ґрунт         | Марія Шарапова         | 6–4, 6–4           |
| Перемога  | 53–16 | Лип 2013 | Swedish Open, Швеція                                     | International | Ґрунт         | Юганна Ларссон         | 6–4, 6–1           |
| Перемога  | 54–16 | Сер 2013 | Canadian Open, Канада (3)                                | Premier 5     | Тверде        | Сорана Кирстя          | 6–2, 6–0           |
| Поразка   | 54–17 | Сер 2013 | Мастерс Цинциннаті, США                                  | Premier 5     | Тверде        | Вікторія Азаренко      | 6–2, 2–6, 6–7(6–8) |
| Перемога  | 55–17 | Вер 2013 | US Open, США (5)                                         | Grand Slam    | Тверде        | Вікторія Азаренко      | 7–5, 6–7(6–8), 6–1 |
| Перемога  | 56–17 | Жов 2013 | КНР Open, КНР (2)                                        | Premier M     | Тверде        | Єлена Янкович          | 6–2, 6–2           |
| Перемога  | 57–17 | Жов 2013 | WTA Фінали, Туреччина (4)                                | Tour Фінали   | Тверде (i)    | Лі На                  | 2–6, 6–3, 6–0      |
| Перемога  | 58–17 | Січ 2014 | Brisbane International, Австралія (2)                    | Premier       | Тверде        | Вікторія Азаренко      | 6–4, 7–5           |
| Перемога  | 59–17 | Бер 2014 | Miami Open, США (7)                                      | Premier M     | Тверде        | Лі На                  | 7–5, 6–1           |
| Перемога  | 60–17 | Тра 2014 | Italian Open, Італія (3)                                 | Premier 5     | Ґрунт         | Сара Еррані            | 6–3, 6–0           |
| Перемога  | 61–17 | Сер 2014 | Stanford Classic, США (3)                                | Premier       | Тверде        | Анджелік Кербер        | 7–6(7–1), 6–3      |
| Перемога  | 62–17 | Сер 2014 | Cincinnati Open, США                                     | Premier 5     | Тверде        | Ана Іванович           | 6–4, 6–1           |
| Перемога  | 63–17 | Вер 2014 | US Open, США (6)                                         | Grand Slam    | Тверде        | Каролін Возняцкі       | 6–3, 6–3           |
| Перемога  | 64–17 | Жов 2014 | WTA Фінали, Сінгапур (5)                                 | Tour Фінали   | Тверде (i)    | Сімона Халеп           | 6–3, 6–0           |
| Перемога  | 65–17 | Січ 2015 | Australian Open, Австралія (6)                           | Grand Slam    | Тверде        | Марія Шарапова         | 6–3, 7–6(7–5)      |
| Перемога  | 66–17 | Кві 2015 | Miami Open, США (8)                                      | Premier M     | Тверде        | Карла Суарес Наварро   | 6–2, 6–0           |
| Перемога  | 67–17 | Чер 2015 | French Open, Франція (3)                                 | Grand Slam    | Ґрунт         | Луціє Шафарова         | 6–3, 6–7(2–7), 6–2 |
| Перемога  | 68–17 | Лип 2015 | Wimbledon, Велика Британія (6)                           | Grand Slam    | Трава         | Гарбінє Мугуруса       | 6–4, 6–4           |
| Перемога  | 69–17 | Сер 2015 | Cincinnati Open, США (2)                                 | Premier 5     | Тверде        | Сімона Халеп           | 6–3, 7–6(7–5)      |
| Поразка   | 69–18 | Січ 2016 | Australian Open, Австралія                               | Grand Slam    | Тверде        | Анджелік Кербер        | 4–6, 6–3, 4–6      |
| Поразка   | 69–19 | Бер 2016 | Indian Wells Open, США                                   | Premier M     | Тверде        | Вікторія Азаренко      | 4–6, 4–6           |
| Перемога  | 70–19 | Тра 2016 | Italian Open, Італія (4)                                 | Premier 5     | Ґрунт         | Медісон Кіз            | 7–6(7–5), 6–3      |
| Поразка   | 70–20 | Чер 2016 | French Open, Франція                                     | Grand Slam    | Ґрунт         | Гарбінє Мугуруса       | 5–7, 4–6           |
| Перемога  | 71–20 | Лип 2016 | Wimbledon, Велика Британія (7)                           | Grand Slam    | Трава         | Анджелік Кербер        | 7–5, 6–3           |
| Перемога  | 72–20 | Січ 2017 | Australian Open, Австралія (7)                           | Grand Slam    | Тверде        | Вінус Вільямс          | 6–4, 6–4           |
| Поразка   | 72–21 | Лип 2018 | Wimbledon, Велика Британія                               | Grand Slam    | Трава         | Анджелік Кербер        | 3–6, 3–6           |
| Поразка   | 72–22 | Вер 2018 | US Open, США                                             | Grand Slam    | Тверде        | Наомі Осака            | 2–6, 4–6           |
| Поразка   | 72–23 | Лип 2019 | Wimbledon, Велика Британія                               | Grand Slam    | Трава         | Сімона Халеп           | 2–6, 2–6           |
| Поразка   | 72–24 | Сер 2019 | Canadian Open, Канада                                    | Premier 5     | Тверде        | Б'янка Андреєску       | 1–3 ret.           |
| Поразка   | 72–25 | Вер 2019 | US Open, США                                             | Grand Slam    | Тверде        | Б'янка Андрееску       | 3–6, 5–7           |
| Перемога  | 73–25 | Січ 2020 | WTA Auckland Open, Нова Зеландія                         | International | Тверде        | Джессіка Пегула        | 6–3, 6–4           |

### Парний розряд: 25 (23 титули, 2 поразка)
| Легенда (до/після 2009)                      |
| -------------------------------------------- |
| Турніри Великого шолома (14–0)               |
| WTA Tour Фінали (0–0)                        |
| Олімпійські Ігри (3–0)                       |
| Tier I / Premier Mandatory & Premier 5 (2–0) |
| Tier II / Premier (3–1)                      |
| Tier III, IV & V / International (1–1)       |

| Фінали за покриттям |
| ------------------- |
| Тверде (10–2)       |
| Трава (7–0)         |
| Ґрунт (3–0)         |
| Килим (3–0)         |

| Фінали за типом корту |
| --------------------- |
| Відкритий корт (19–2) |
| Закритий корт (4–0)   |

| Результат | В-П  | Дата     | Турнір                                            | Категорія     | Покриття   | Партнер              | Опоненти                                        | Рахунок            |
| --------- | ---- | -------- | ------------------------------------------------- | ------------- | ---------- | -------------------- | ----------------------------------------------- | ------------------ |
| Перемога  | 1–0  | Лют 1998 | U.S. National Indoor Championships, США           | Tier III      | Тверде (i) | Вінус Вільямс        | Кетеліна Крістя Крістін Кунс                    | 7–5, 6–2           |
| Перемога  | 2–0  | Жов 1998 | Zurich Open, Швейцарія                            | Tier I        | Килим (i)  | Вінус Вільямс        | Маріан де Свардт Олена Татаркова                | 5–7, 6–1, 6–3      |
| Перемога  | 3–0  | Лют 1999 | Faber Grand Prix, Німеччина                       | Tier II       | Килим (i)  | Вінус Вільямс        | Александра Фусаї Наталі Тозья                   | 5–7, 6–2, 6–2      |
| Перемога  | 4–0  | Тра 1999 | Відкритий чемпіонат Франції з тенісу, Франція     | Grand Slam    | Ґрунт      | Вінус Вільямс        | Мартіна Хінгіс Анна Курникова                   | 6–3, 6–7(2–7), 8–6 |
| Поразка   | 4–1  | Сер 1999 | San Diego Open, США                               | Tier II       | Тверде     | Вінус Вільямс        | Ліндсі Девенпорт Коріна Мораріу                 | 4–6, 1–6           |
| Перемога  | 5–1  | Сер 1999 | Відкритий чемпіонат США з тенісу, США             | Grand Slam    | Тверде     | Вінус Вільямс        | Чанда Рубін Сандрін Тестю                       | 4–6, 6–1, 6–4      |
| Перемога  | 6–1  | Чер 2000 | Вімблдонський турнір, Велика Британія             | Grand Slam    | Трава      | Вінус Вільямс        | Жулі Алар-Декюжі Суґіяма Ай                     | 6–3, 6–2           |
| Перемога  | 7–1  | Вер 2000 | Літні Олімпійські ігри, Австралія                 | Olympics      | Тверде     | Вінус Вільямс        | Крісті Богерт Міріам Ореманс                    | 6–1, 6–1           |
| Перемога  | 8–1  | Січ 2001 | Відкритий чемпіонат Австралії з тенісу, Австралія | Grand Slam    | Тверде     | Вінус Вільямс        | Ліндсі Девенпорт Коріна Мораріу                 | 6–2, 4–6, 6–4      |
| Перемога  | 9–1  | Чер 2002 | Wimbledon, Велика Британія (2)                    | Grand Slam    | Трава      | Вінус Вільямс        | Вірхінія Руано Паскуаль Паола Суарес            | 6–2, 7–5           |
| Перемога  | 10–1 | Вер 2002 | Sparkassen Cup, Німеччина                         | Tier II       | Килим (i)  | Александра Стівенсон | Жанетта Гусарова Паола Суарес                   | 6–3, 7–5           |
| Перемога  | 11–1 | Січ 2003 | Australian Open, Австралія (2)                    | Grand Slam    | Тверде     | Вінус Вільямс        | Вірхінія Руано Паскуаль Паола Суарес            | 4–6, 6–4, 6–3      |
| Перемога  | 12–1 | Лип 2008 | Wimbledon, Велика Британія (3)                    | Grand Slam    | Трава      | Вінус Вільямс        | Ліза Реймонд Саманта Стосур                     | 6–2, 6–2           |
| Перемога  | 13–1 | Сер 2008 | Summer Olympics, КНР (2)                          | Olympics      | Тверде     | Вінус Вільямс        | Анабель Медіна Гаррігес Вірхінія Руано Паскуаль | 6–2, 6–0           |
| Перемога  | 14–1 | Січ 2009 | Australian Open, Австралія (3)                    | Grand Slam    | Тверде     | Вінус Вільямс        | Суґіяма Ай Даніела Гантухова                    | 6–3, 6–3           |
| Перемога  | 15–1 | Лип 2009 | Wimbledon, Велика Британія (4)                    | Grand Slam    | Трава      | Вінус Вільямс        | Саманта Стосур Ренне Стаббс                     | 7–6(7–4), 6–4      |
| Перемога  | 16–1 | Сер 2009 | Silicon Valley Classic, США                       | Premier       | Тверде     | Вінус Вільямс        | Латіша Чжань Моніка Нікулеску                   | 6–4, 6–1           |
| Перемога  | 17–1 | Вер 2009 | US Open, США (2)                                  | Grand Slam    | Тверде     | Вінус Вільямс        | Кара Блек Лізель Губер                          | 6–2, 6–2           |
| Перемога  | 18–1 | Січ 2010 | Australian Open, Австралія (4)                    | Grand Slam    | Тверде     | Вінус Вільямс        | Кара Блек Лізель Губер                          | 6–4, 6–3           |
| Перемога  | 19–1 | Тра 2010 | Мастерс Мадрид, Іспанія                           | Premier M     | Ґрунт      | Вінус Вільямс        | Хісела Дулко Флавія Пеннетта                    | 6–2, 7–5           |
| Перемога  | 20–1 | Чер 2010 | French Open, Франція (2)                          | Grand Slam    | Ґрунт      | Вінус Вільямс        | Квета Пешке Катарина Среботнік                  | 6–2, 6–3           |
| Перемога  | 21–1 | Лип 2012 | Wimbledon, Велика Британія (5)                    | Grand Slam    | Трава      | Вінус Вільямс        | Андреа Сестіні Главачкова Луціє Градецька       | 7–5, 6–4           |
| Перемога  | 22–1 | Сер 2012 | Summer Olympics, Велика Британія (3)              | Olympics      | Трава      | Вінус Вільямс        | Андреа Главачкова Луціє Градецька               | 6–4, 6–4           |
| Перемога  | 23–1 | Лип 2016 | Wimbledon, Велика Британія (6)                    | Grand Slam    | Трава      | Вінус Вільямс        | Тімеа Бабош Ярослава Шведова                    | 6–3, 6–4           |
| Поразка   | 23–2 | Січ 2020 | WTA Auckland Open, Нова Зеландія                  | International | Тверде     | Каролін Возняцкі     | Ейджа Мухаммад Тейлор Таунсенд                  | 4–6, 4–6           |

## Рекорди
- Жирним позначено одноосібні рекорди.

| Проміжок часу                                                           | Вибрані рекорди на турнірах Великого шлему | З ким ділить |
| ----------------------------------------------------------------------- | --- | --- |
| Відкритий чемпіонат Австралії 1998 – Відкритий чемпіонат США 2022       | Виграла 367 матчів на всіх чотирьох турнірах Великого шлему                                                                                           | Одноосібно |
| Відкритий чемпіонат США 1999 – Відкритий чемпіонат Австралії 2003       | Кар'єрний Великий шлем в одиночному розряді | Доріс Гарт Морін Конноллі Ширлі Фрай Маргарет Корт Біллі Джин Кінг Кріс Еверт Мартіна Навратілова Штеффі Граф Шарапова Марія Юріївна |
| Відкритий чемпіонат США 1999 – Олімпійські ігри 2012                    | Кар'єрний Золотий шлем в одиночному розряді | Штеффі Граф |
| Відкритий чемпіонат Франції 1999 – Відкритий чемпіонат Австралії 2003   | Кар'єрний Великий шлем в одиночному і парному розрядах                                                                                                | Доріс Гарт Ширлі Фрай Маргарет Корт Мартіна Навратілова                                                                              |
| Відкритий чемпіонат Франції 1999 – Олімпійські ігри 2012                | Кар'єрний Золотий шлем в одиночному і парному розрядах                                                                                                | Одноосібно |
| Відкритий чемпіонат США 1999 – Відкритий чемпіонат Австралії 2017       | Тринадцять титулів Великого шлему на твердому покритті                                                                                                | Одноосібно |
| Олімпійські ігри 2012 – Вімблдонський турнір 2015                       | Одночасно утримувала олімпійське золото і всі чотири титули Великого шлему в одиночному розряді                                                       | Штеффі Граф |
| Олімпійські ігри 2008 – Відкритий чемпіонат Франції 2010                | Одночасно утримувала олімпійське золото і всі чотири титули Великого шлему в парному розряді (з Вінус Вільямс)                                        | Пем Шрайвер Джиджі Фернандес Вінус Вільямс Барбора Крейчикова Катержина Сінякова                                                     |
| Олімпійські ігри 2008 – Вімблдонський турнір 2015                       | Одночасно утримувала олімпійське золото і всі чотири титули Великого шлему в одиночному і парному розрядах                                            | Одноосібно |
| Відкритий чемпіонат Франції 1999 – Олімпійські ігри 2012                | Подвійний кар'єрний золотий шлем (2+ титули на всіх чотирьох турнірах Великого шлему й олімпійські золоті медалі) в парному розряді (з Вінус Вільямс) | Джиджі Фернандес Вінус Вільямс |
| Відкритий чемпіонат Франції 2002 – Відкритий чемпіонат Австралії 2003   | Володарка некалендарного Великого шлему | Морін Конноллі Маргарет Корт Мартіна Навратілова Штеффі Граф                                                                         |
| Відкритий чемпіонат Франції 2002 – Вімблдонський турнір 2015            | Володарка двох некалендарних Великих шлемів | Штеффі Граф |
| Відкритий чемпіонат Франції 2002 – Відкритий чемпіонат Франції 2010     | Володарка некалендарних Великих шлемів в одиночному і парному розрядах                                                                                | Мартіна Навратілова |
| Відкритий чемпіонат Франції 2002 – Вімблдонський турнір 2016            | Переможниця понад 10-ти турнірів Великого шлему в одиночному розряді у двох різних десятиліттях (10 з 2000 до 2009 і 12 з 2010 до 2017)               | Одноосібно |
| Відкритий чемпіонат Франції 2002 – Відкритий чемпіонат Франції 2013     | Переможниця всіх чотирьох турнірів Великого шлему в двох різних десятиліттях                                                                          | Маргарет Корт Штеффі Граф |
| Відкритий чемпіонат США 1999 – Відкритий чемпіонат Франції 2013         | Переможниця турнірів Великого шлему в одиночному розряді в трьох десятиліттях                                                                         | Бланш Бінґлі Мартіна Навратілова |
| Відкритий чемпіонат Франції 1999 – Вімблдонський турнір 2016            | Перших 14 виграних фіналів у парному розряді на турнірах Великого шлему (з Вінус Вільямс)                                                             | Вінус Вільямс |
| Відкритий чемпіонат США 1999 – Відкритий чемпіонат Франції 2015         | Потрійний кар'єрний Великий шлем (понад 3 титули на всіх чотирьох турнірах Великого шлему) в одиночному розряді                                       | Маргарет Корт Штеффі Граф |
| Відкритий чемпіонат США 1999 – Відкритий чемпіонат Франції 2013         | Подвійний кар'єрний Великий шлем в одиночному і парному розрядах                                                                                      | Маргарет Корт Мартіна Навратілова |
| Відкритий чемпіонат США 1999 – Вімблдонський турнір 2015                | Понад 6 титулів на трьох різних турнірах Великого шлему (Відкритий чемпіонат Австралії, Вімблдонський турнір і Відкритий чемпіонат США)               | Одноосібно |
| Вімблдонський турнір 2002 – Відкритий чемпіонат Австралії 2017          | Понад 7 титулів на двох різних турнірах Великого шлему (Відкритий чемпіонат Австралії та Вімблдонський турнір)                                        | Гелен Віллс |
| Вімблдонський турнір 2012 – Відкритий чемпіонат Австралії 2015          | Кар'єрний Великий шлем в одиночному розряді у віці понад 30 років                                                                                     | Одноосібно |
| Вімблдонський турнір 2012 – Відкритий чемпіонат Австралії 2015          | Кар'єрний Золотий шлем в одиночному розряді у віці понад 30 років                                                                                     | Одноосібно |
| Вімблдонський турнір 2012 – Відкритий чемпіонат Австралії 2017          | Подвійний кар'єрний Великий шлем в одиночному розряді у віці понад 30 років                                                                           | Одноосібно |
| Вімблдонський турнір 2012 – Відкритий чемпіонат Австралії 2017          | Десять титулів на турнірах великого шлему у віці понад 30 років                                                                                       | Одноосібно |
| Відкритий чемпіонат Австралії 2012 – Відкритий чемпіонат Австралії 2017 | 3 фінали на кожному з чотирьох турнірів Великого шлему у віці понад 30 років                                                                          | Одноосібно |

| Турніри Великого шлему                 | Проміжок часу    | Рекорди на окремих турнірах Великого шлему                                  | З ким ділить                                                             |
| -------------------------------------- | ---------------- | --------------------------------------------------------------------------- | ------------------------------------------------------------------------ |
| Відкритий чемпіонат Австралії          | 2007             | Несіяна переможниця в одиночному розряді                                    | Кріс О'Ніл                                                               |
| Відкритий чемпіонат Австралії          | 2003–2017        | 7 титулів в одиночному розряді (рекорд Відкритої ери)                       | Одноосібно                                                               |
| Відкритий чемпіонат Австралії          | 2003–2017        | 8 фіналів загалом                                                           | Одноосібно                                                               |
| Відкритий чемпіонат Австралії          | 2003–2017        | 14 років між першим і останнім титулом                                      | Одноосібно                                                               |
| Відкритий чемпіонат Австралії          | 2003–2017        | 14 років між першим і останнім фіналом                                      | Кріс Еверт Вінус Вільямс                                                 |
| Відкритий чемпіонат Австралії          | 1998–2021        | 92 виграних матчів                                                          | Одноосібно                                                               |
| Відкритий чемпіонат Франції            | 2002–2015        | 13 років між першим і останнім титулом                                      | Одноосібно                                                               |
| Відкритий чемпіонат Франції            | 2002–2016        | 14 років між першим і останнім фіналом                                      | Одноосібно                                                               |
| Відкритий чемпіонат Франції — Вімблдон | 2002, 2015       | Виконала «Канальний шлем»: виграла обидва турніри одного й того самого року | Маргарет Корт Біллі Джин Кінг Кріс Еверт Мартіна Навратілова Штеффі Граф |
| Вімблдонський турнір                   | 2012–2016        | 3 титули в одиночному розряді серед жінок у віці понад 30 років             | Одноосібно                                                               |
| Вімблдонський турнір                   | 2002–2016        | 14 років між першим і останнім титулом                                      | Одноосібно                                                               |
| Вімблдонський турнір                   | 2002–2019        | 17 років між першим і останнім фіналом                                      | Вінус Вільямс                                                            |
| Відкритий чемпіонат США                | 1999–2012        | Володарка титулів в одиночному розряді в трьох десятиліттях                 | Одноосібно                                                               |
| Відкритий чемпіонат США                | 1999–2014        | 6 титулів в одиночному розряді серед жінок (рекорд Відкритої ери)           | Кріс Еверт                                                               |
| Відкритий чемпіонат США                | 2002, 2008, 2014 | 3 виграних титули без жодного програного сету                               | Кріс Еверт                                                               |
| Відкритий чемпіонат США                | 1998–2022        | 108 виграних матчів                                                         | Одноосібно                                                               |
| Відкритий чемпіонат США                | 1999–2014        | 15 років між першим і останнім титулом                                      | Одноосібно                                                               |
| Відкритий чемпіонат США                | 1999–2019        | 20 років між першим і останнім фіналом                                      | Одноосібно                                                               |
| Відкритий чемпіонат США                | 2011, 2013—2014  | Кілька разів вигравала як переможниця US Open Series                        | Одноосібно                                                               |
| Відкритий чемпіонат США                | 2012–2014        | 3 титули в одиночному розряді серед жінок у віці понад 30 років             | Одноосібно                                                               |

| Проміжок часу                       | Інші вибрані рекорди                                                                              | З ким ділить                                                                            |
| ----------------------------------- | ------------------------------------------------------------------------------------------------- | --------------------------------------------------------------------------------------- |
| 1999–2016                           | 23 титули Tier I / Premier Mandatory і Premier 5 в одиночному розряді загалом                     | Одноосібно                                                                              |
| 1999–2019                           | 33 фінали Tier I / Premier Mandatory і Premier 5 в одиночному розряді загалом                     | Одноосібно                                                                              |
| 1998–2022                           | 266 виграні матчі на турнірах Tier I / Premier Mandatory і Premier 5 в одиночному розряді загалом | Одноосібно                                                                              |
| 1999–2015                           | 16 титулів Tier I / Premier Mandatory і Premier 5 на твердому покритті в одиночному розряді       | Одноосібно                                                                              |
| 1999–2019                           | 24 фіналів Tier I / Premier Mandatory і Premier 5 на твердому покритті в одиночному розряді       | Одноосібно                                                                              |
| 2001                                | Виграла свій дебютний Чемпіонат туру WTA                                                          | Шарапова Марія Юріївна Петра Квітова Домініка Цібулкова Ешлі Барті                      |
| 2010                                | 1-ша ракетка світу одночасно в одиночному і парному розрядах                                      | Мартіна Навратілова Аранча Санчес Вікаріо Мартіна Хінгіс Ліндсі Девенпорт Кім Клейстерс |
| 2013–2016                           | 186 тижнів поспіль в ранзі 1-ої ракетки світу                                                     | Штеффі Граф                                                                             |
| 2002–2015                           | 8 титулів Мастерс Маямі загалом                                                                   | Одноосібно                                                                              |
| 1999–2015                           | 10 фіналів Маямі Мастерс в одиночному розряді загалом                                             | Одноосібно                                                                              |
| 2000–2012                           | 4 золоті олімпійські нагороди загалом                                                             | Вінус Вільямс                                                                           |
| 2000–2012                           | 3 золоті олімпійські нагороди в парному розряді (з Вінус Вільямс)                                 | Вінус Вільямс                                                                           |
| 2000–2016                           | Відсоток перемог 93.75 % (15–1) на Олімпійських іграх у парному розряді (з Вінус Вільямс)         | Вінус Вільямс                                                                           |
| 2001, 2012                          | Два виграні чемпіонати завершення сезону без жодного програного сету                              | Мартіна Навратілова                                                                     |
| 2001–2015                           | Відсоток перемог 82.86 % на чемпіонатах завершення сезону                                         | Одноосібно                                                                              |
| 1999–2004, 2008—2017, 2019          | 17 років з відсотком виграних матчів 80 %+                                                        | Мартіна Навратілова                                                                     |
| 1999–2020                           | 47 титулів на твердих кортах                                                                      | Одноосібно                                                                              |
| 1998–2022                           | 538 виграних на твердих кортах матчів                                                             | Одноосібно                                                                              |
| 1990-ті, 2000-ні, 2010-ті і 2020-ті | Перша гравчиня за відкриту еру, що виграла турніри в одиночному розряді в чотирьох десятиліттях   | Одноосібно                                                                              |
| 1995–2022                           | $94,618,080 призових загалом                                                                      | Одноосібно                                                                              |

## Фільмографія
У фільмі Король Річард 2021 року зображено дитячі роки Вільямс, її ранні тренування, а також стосунки з сестрою Вінус та родиною. Особливу увагу приділено формуванню Вінус у підлітковому віці як професійної тенісистки.
| Рік       | Назва                               | Роль                         | Нотатки                                                        |
| --------- | ----------------------------------- | ---------------------------- | -------------------------------------------------------------- |
| 2001      | Сімпсони                            | Саму себе (голос)            | Епізод: «Теніс-мучитель»                                       |
| 2002      | Моя дружина і діти                  | Місс Віґґінс                 | Епізод: «Crouching Mother, Hidden Father»                      |
| 2003      | Street Time                         | Meeka Hayes                  | Епізод: «Fly Girl»                                             |
| 2004      | Закон і порядок: Спеціальний корпус | Chloe Spiers                 | Епізод: «Братство»                                             |
| 2004      | Жіноча бригада                      | Дженніфер Девіс              | Епізод: «Lost and Found»                                       |
| 2004      | Шоу зачісок                         | Агент Росс                   |                                                                |
| 2005      | Higglytown Heroes                   | Snowplow Driver Hero (голос) | Епізод: «Higgly Hoedown/Eubie's Turbo Sled»                    |
| 2005      | Швидка допомога                     | Еліс Вотсон                  | Епізод: «Два кораблі»                                          |
| 2005      | Все про нас                         | Саму себе                    | Епізод: «Not So Wonderful News»                                |
| 2005      | Топмодель по-американськи           | Саму себе                    | Епізод: «Дівчина з найгіршою світлиною в історії»              |
| 2005–2007 | Punk'd                              | Саму себе                    | 3 епізоди                                                      |
| 2007      | Ульотні лунатики                    | Королева Атена (голос)       | Епізод: «Апокаліпсо»                                           |
| 2007      | Аватар: Останній захисник           | Мінґ (голос)                 | Епізод: «День Чорного Сонця, Частина 1: Вторгнення»            |
| 2006      | Шоу Берні Мака                      | Саму себе                    | Епізод: «Spinning Wheels»                                      |
| 2008      | Гра                                 | Саму себе                    | Епізод: «The List Episode»                                     |
| 2008      | MADtv                               | Саму себе / Чорна Ракетка    | Епізод: «Епізод 7»                                             |
| 2011      | Keeping Up With The Kardashians     | Саму себе                    | Епізод: «Kim's Fairytale Wedding: A Kardashian Event — Part 2» |
| 2012      | До смерті красива                   | Келлі Стівенс                | Епізод: «Rigged»                                               |
| 2012      | Вінус і Серена                      | Саму себе                    |                                                                |
| 2013      | Легенда про Корру                   | Female Sage (голос)          | Епізод: «Beginnings, Part 1»                                   |
| 2015      | 7 днів у пеклі                      | Саму себе                    |                                                                |
| 2015      | Пікселі                             | Саму себе                    | Камео                                                          |
| 2016      | Музичне відео Lemonade              | Саму себе                    | Камео в пісні «Sorry»                                          |
| 2016      | Серена: Інший бік величі            | Саму себе                    | Документальний фільм                                           |
| 2018      | Вісім подруг Оушена                 | Саму себе                    | Камео                                                          |
| 2018      | Як то бути Сереною                  | Саму себе                    | Документальний фільм                                           |
| 2022      | Ножі наголо: Скляна цибуля          | Саму себе                    | Камео                                                          |
| 2023      | Щенячий патруль: Мегакіно           | Йоґа Іветт                   |                                                                |